# Villa Barbaro
Villa Barbaro a Maser (Treviso) è una villa veneta, costruita da Andrea Palladio tra il 1554 e il 1558-1560 circa per l'umanista Daniele Barbaro e per suo fratello Marcantonio Barbaro, ambasciatore della Repubblica di Venezia, trasformando il vecchio palazzo medievale di proprietà della famiglia in una splendida abitazione di campagna consona allo studio delle arti e alla contemplazione intellettuale, decorata con un ciclo di affreschi che rappresenta uno dei capolavori di Paolo Veronese.
Il complesso della villa, che comprende anche un tempietto palladiano, è stato inserito dall'UNESCO nel 1996 - assieme alle altre ville palladiane del Veneto - nella lista dei patrimoni dell'umanità.

## Storia
La villa sorge a mezza costa sui colli Asolani, poco lontano da una sorgente che secondo la tradizione fu un luogo di culto e forse anche sede di un tempio. Prima di entrare nel patrimonio della famiglia Barbaro, il terreno appartenne ai Pisani e ai Giustinian. L'esatta collocazione temporale della costruzione della villa è incerta: Adalberto dal Lago la ritiene databile tra il 1560 e il 1570, altri studiosi retrodatano il completamento dei lavori al 1558, Anthony Hobson propone come anno di inizio dei lavori il 1560: proprio in quell'anno Palladio aveva consegnato le illustrazioni che uno dei due fratelli Barbaro, Daniele, gli aveva chiesto per il proprio commentario sugli scritti di Vitruvio (M. Vitruvii de architectura, Venezia 1567).

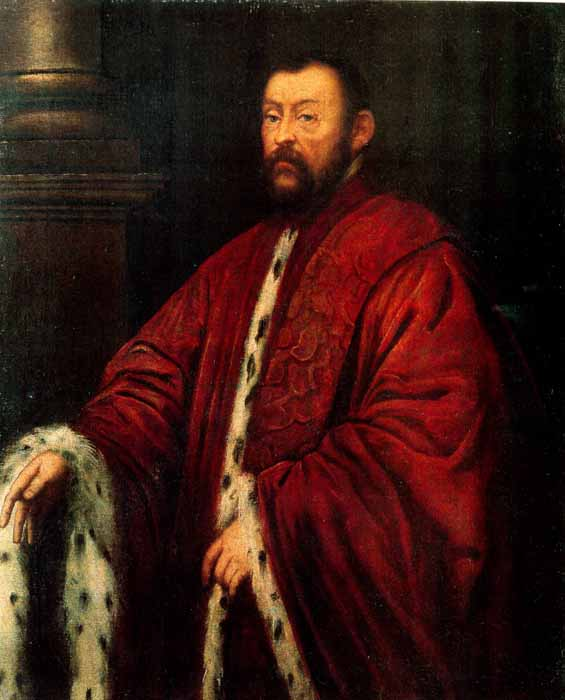
Marcantonio Barbaro in un dipinto di Tintoretto

La personalità dei committenti influenzò senza dubbio il progetto: è da attribuire a Daniele, patriarca di Aquileia, fine umanista e studioso di filosofia, matematica e ottica, la volontà di conferire alla villa un significato sacrale, mentre il disegno del ninfeo retrostante la villa si deve a Marcantonio, energico politico e amministratore, ma allo stesso tempo fine intenditore d'architettura (ricevette un esplicito omaggio da Palladio nei Quattro Libri per l'ideazione di una scala ovata). Entrambi i Barbaro ebbero un ruolo chiave in molte scelte architettoniche della Repubblica e furono instancabili promotori dell'inserimento di Palladio nell'ambiente veneziano.

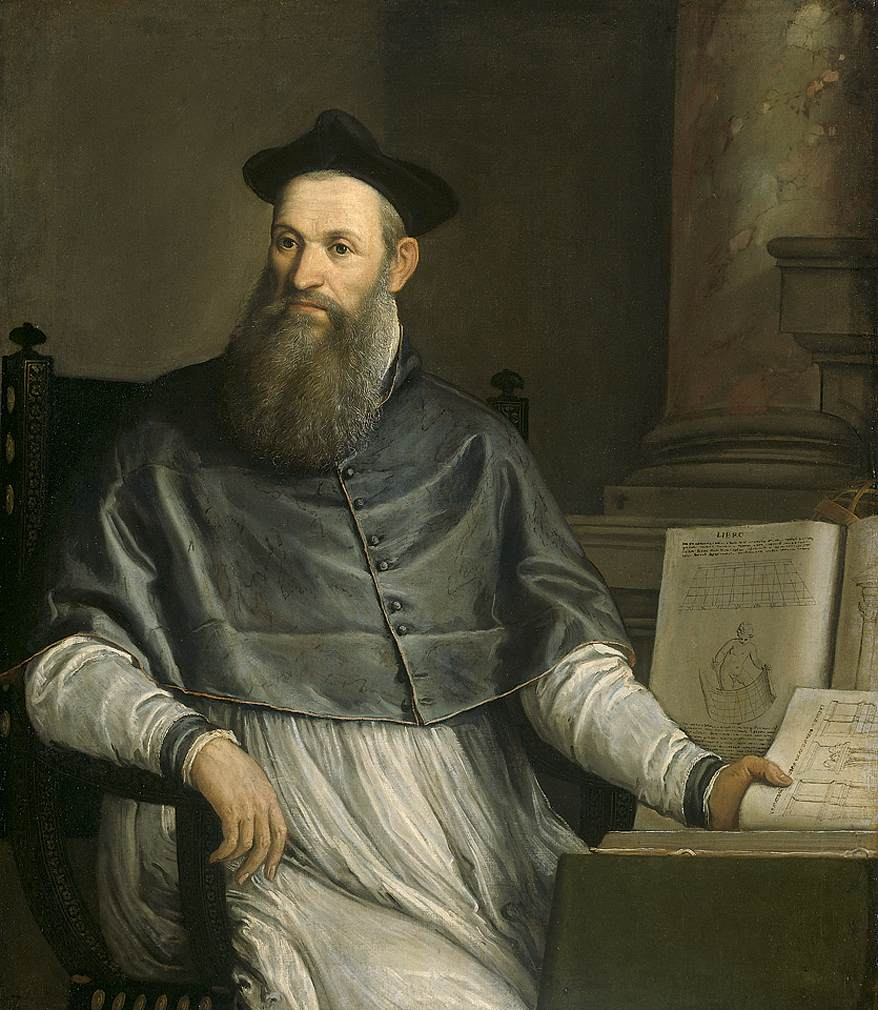
Daniele Barbaro ritratto da Paolo Veronese

Per via femminile, la villa passò dai discendenti di Marcantonio ai Trevisan, da questi ai Basadonna, quindi ai Manin del ramo di Ludovico Manin, ultimo doge della Repubblica di Venezia. Questi ultimi la vendettero nel 1838 a Gian Battista Colferai che l'aveva in affitto già da qualche anno, ma le sue eredi, per non spendere sostanze in un bene indiviso, la lasciarono andare completamente in rovina. Fu l'industriale friulano Sante Giacomelli, che acquistò la proprietà nel 1850, a restaurare e rinnovare la villa, avvalendosi dell'opera di Zanotti e Eugenio Moretti Larese.
Durante la prima guerra mondiale nell'edificio aveva sede il comando del generale Squillaci. Batterie dell'esercito sparavano dalle colline oltre il Piave, ma l'edificio rimase miracolosamente indenne. Nel 1934 fu acquisito da Giuseppe Volpi di Misurata, il quale l'affidò alle cure della figlia Marina, che se ne innamorò, vi si stabilì e continuò negli anni l'opera di restauro. La villa è attualmente abitata da Vittorio Dalle Ore, che sposò la figlia di Marina, Diamante Luling Buschetti, deceduta nell'aprile 2018. Nel 1996 è stata dichiarata dall'UNESCO patrimonio dell'umanità assieme alle altre ville palladiane del Veneto. Il complesso è anche sede di un'azienda agricola che produce il vino DOC che prende il nome della villa.

## Architettura

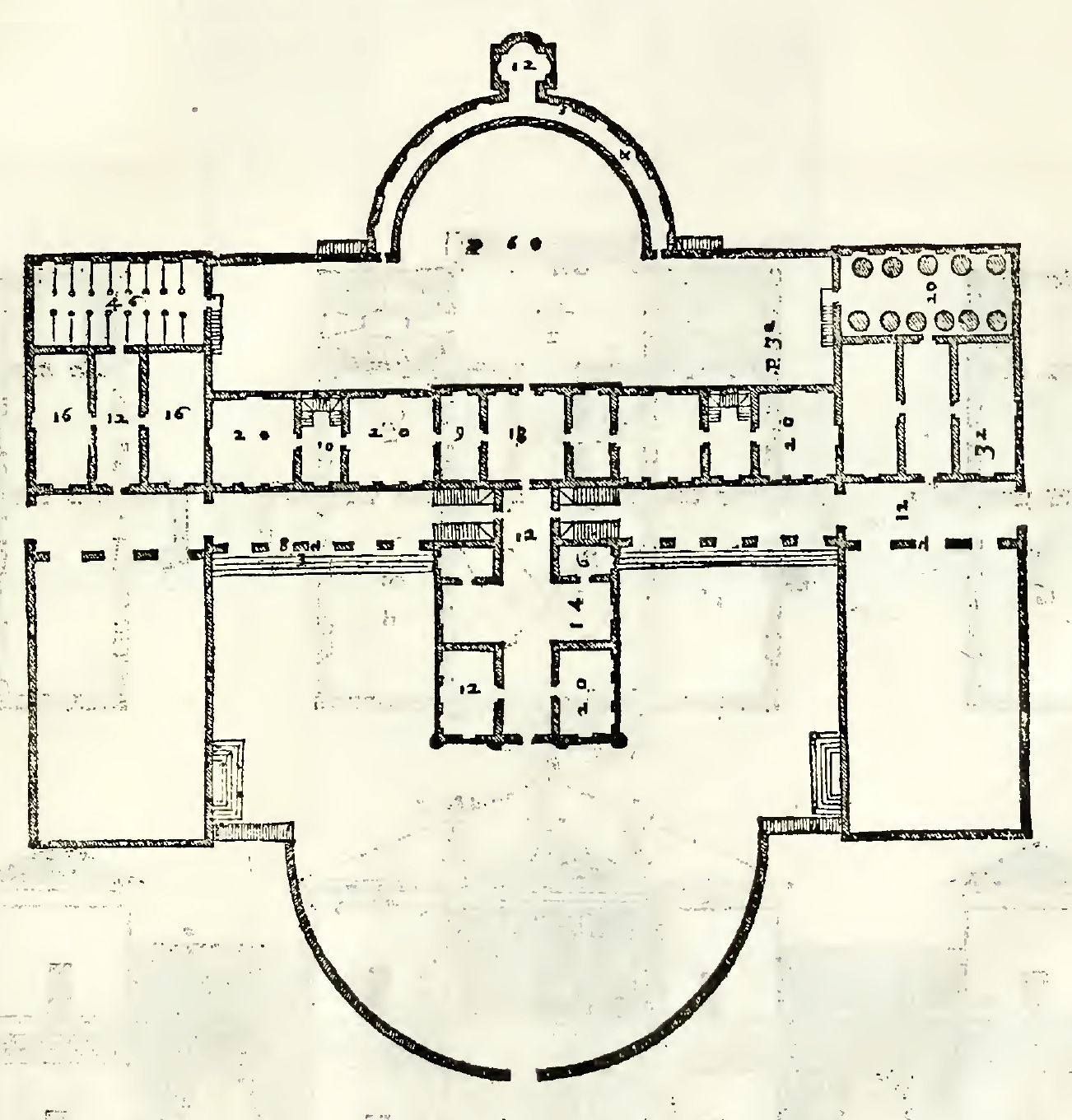
Pianta (Secondo libro dell'Architettura)

La realizzazione della villa per i fratelli Barbaro a Maser costituisce per Palladio un punto di arrivo importante nella definizione della nuova tipologia di edificio di campagna. Per la prima volta infatti (anche se la soluzione ha precedenti in ville quattrocentesche) la casa dominicale e le barchesse sono allineate in un'unità architettonica compatta. A Maser ciò probabilmente è da collegarsi alla particolare localizzazione della villa sulle pendici di un colle: la disposizione in linea garantiva una migliore visibilità dalla strada sottostante, e del resto l'orografia del terreno avrebbe imposto costosi terrazzamenti a barchesse disposte secondo l'andamento del declivio.
Se è vero che per molti versi la villa mostra marcate differenze rispetto alle altre realizzazioni palladiane, ciò è senza dubbio frutto dell'interazione fra l'architetto e una committenza d'eccezione. Daniele Barbaro è un uomo raffinato, profondo studioso d'architettura antica e mentore di Palladio dopo la morte di Giangiorgio Trissino nel 1550: sono insieme a Roma nel 1554 per completare la preparazione della prima traduzione ed edizione critica del trattato De architectura di Vitruvio che vedrà le stampe a Venezia nel 1556. Al decennio successivo risale il M. Vitruvii de architectura, che come ricordato fu illustrato da Palladio.
Nella costruzione della villa Palladio interviene con abilità, riuscendo a trasformare una casa preesistente agganciandola alle barchesse rettilinee e scavando sulla parete del colle un ninfeo con una peschiera dalla quale, grazie a un sofisticato sistema idraulico, l'acqua viene trasportata negli ambienti di servizio e quindi raggiunge giardini e brolo. Nella didascalia della pagina dei Quattro Libri che riguarda la villa, Palladio mette in evidenza proprio questo exploit tecnologico che si richiama all'idraulica romana antica. È evidente che, piuttosto che le venete ville-fattoria, il modello di villa Barbaro sono le grandi residenze romane, come villa Giulia o Villa d'Este che Pirro Ligorio realizzava a Tivoli a per il cardinale Ippolito d'Este (al quale per altro Barbaro dedica il M. Vitruvii de architectura).

### Esterno

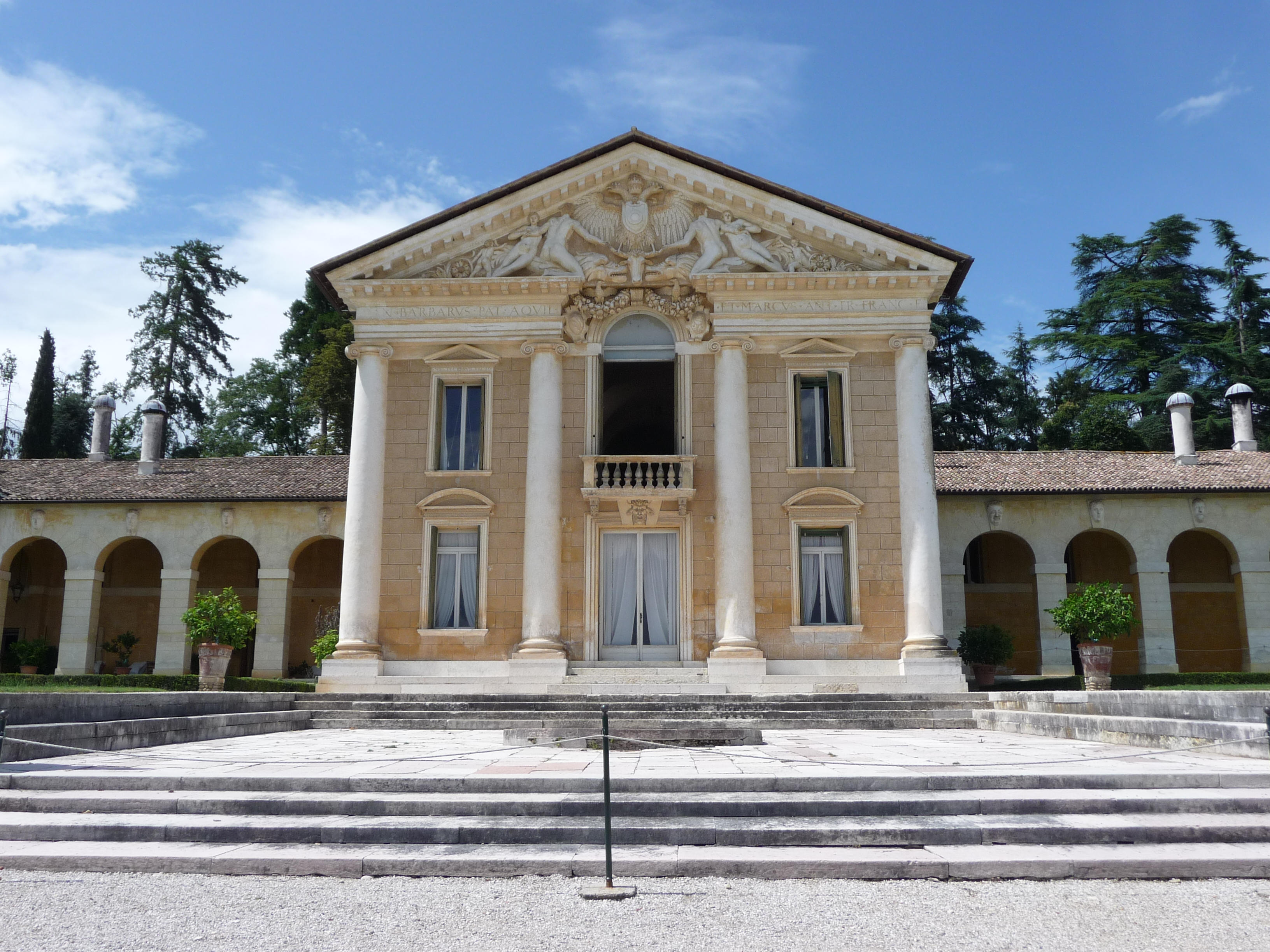
Il corpo principale

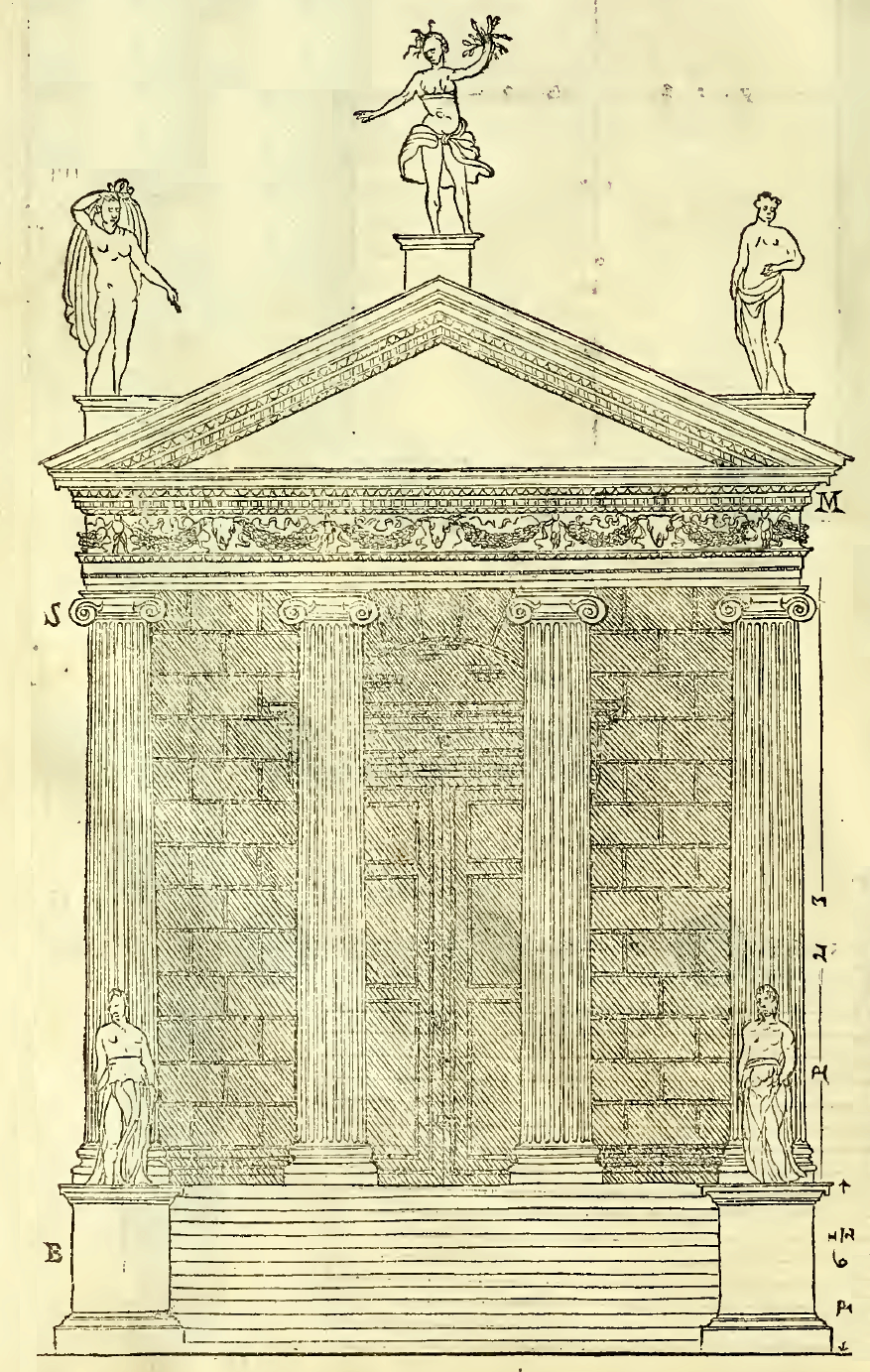
Tempio di Portuno (Quarto libro dell'Architettura).

Il corpo centrale, nonostante sporga notevolmente rispetto alle barchesse, se osservato frontalmente sembra rientrare dolcemente nel fronte dei porticati. Un effetto particolarmente dinamico risulta invece evidente quando si osserva la villa percorrendo la strada in leggera curva ai piedi del colle. Il prospetto della facciata, che si innalza sopra un basso podio, presenta interessanti analogie con quello del Tempio di Portuno, analizzato da Palladio nel tredicesimo capitolo dell'ultimo de I quattro libri dell'architettura: quattro semicolonne ordine ionico reggono un'importante trabeazione sormontata da un timpano carico di decorazione in stucco. La trabeazione, sulla quale è leggibile l'epigrafe dedicatoria "DAN•BARBARUS•PAT•AQUIL - ET•MARCUS•ANT•FR•FRANC•E", è interrotta in corrispondenza del balcone del piano nobile dall'unico foro ad arco: le finestre del piano terra sono infatti sormontate da frontoncini curvilinei, quelle del piano nobile da frontoncini triangolari.
Ben più semplici sono le aperture dei fianchi, tre per piano oltre ad una porta sormontata da un balcone con arco a tutto sesto, anch'essi dotati di piccoli frontoni.
Le barchesse, pure a due piani, sono caratterizzate da un porticato a cinque arcate.
Le ali agricole sono affiancate da due colombaie, leggermente avanzate: sopra le tre arcate, ben più distanziate rispetto alle precedenti, giganteggiano due meridiane: quella a ovest segna l'ora e l'inizio delle stagioni, quella est è un calendario zodiacale e indica mensilmente la data d'ingresso del Sole nel corrispondente segno dello Zodiaco.
Dalla villa scende un'ampia scalinata, affiancata dai semplici giardini un tempo arricchiti da siepi in bosso disposte a formare eleganti disegni secondo la moda italiana. Essi continuano idealmente oltre la strada in un'esedra semicircolare con al centro la fontana del Nettuno, ed ancora oltre nel viale alberato che si allontana verso la pianura.
Più semplice, e ad un solo piano, è il prospetto verso la collina.
Su retro si apre il giardino segreto, ornato da una peschiera e dall'esedra del ninfeo. Anche quest'ultimo ricorda la struttura di un tempio: sopra il fronte semicircolare decisamente allungato, arricchito di stucchi e statue inserite in nicchie a esedra e rettangolari, si innalza un basso timpano.

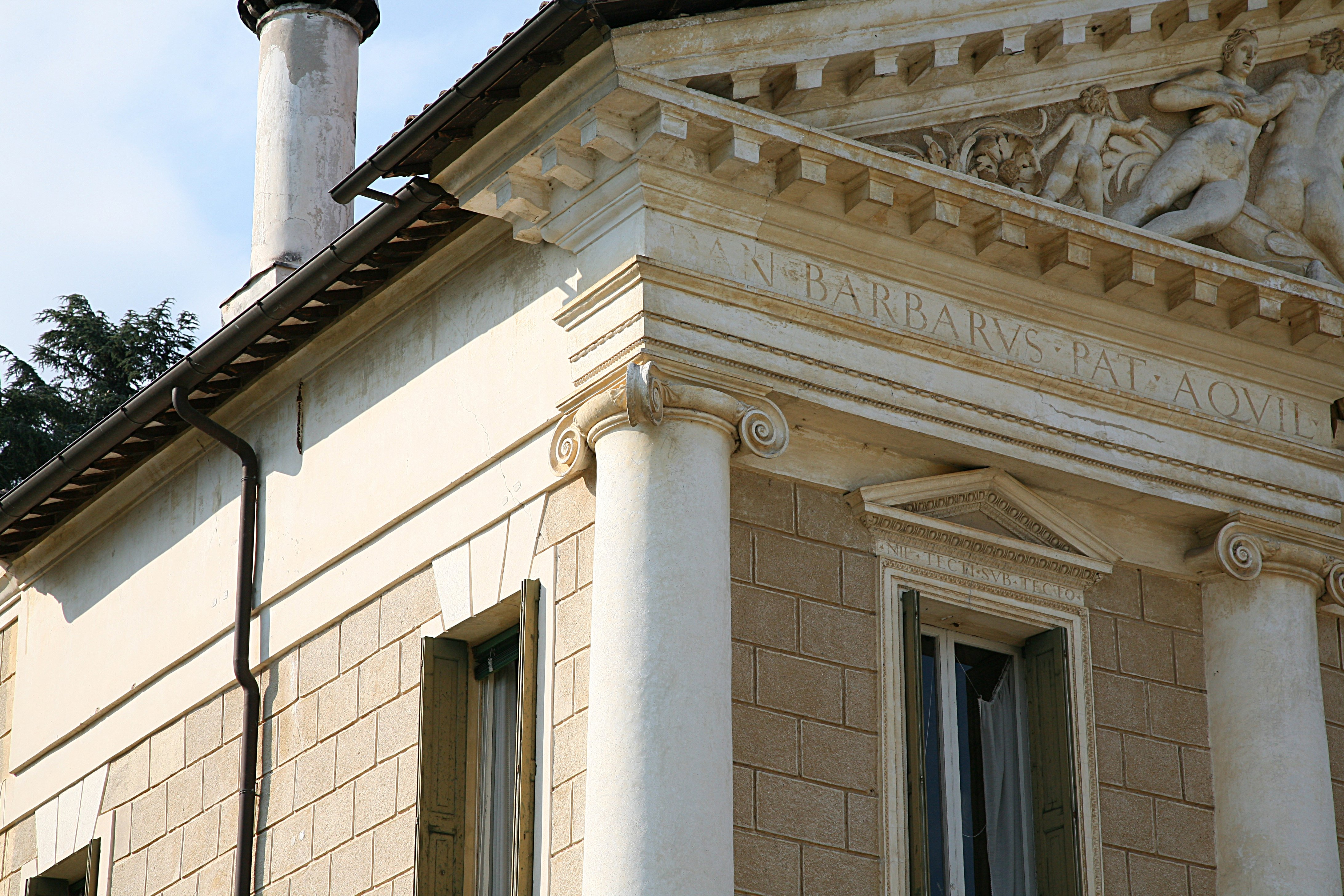
Epigrafe dedicatoria al committente nell'architrave in facciata
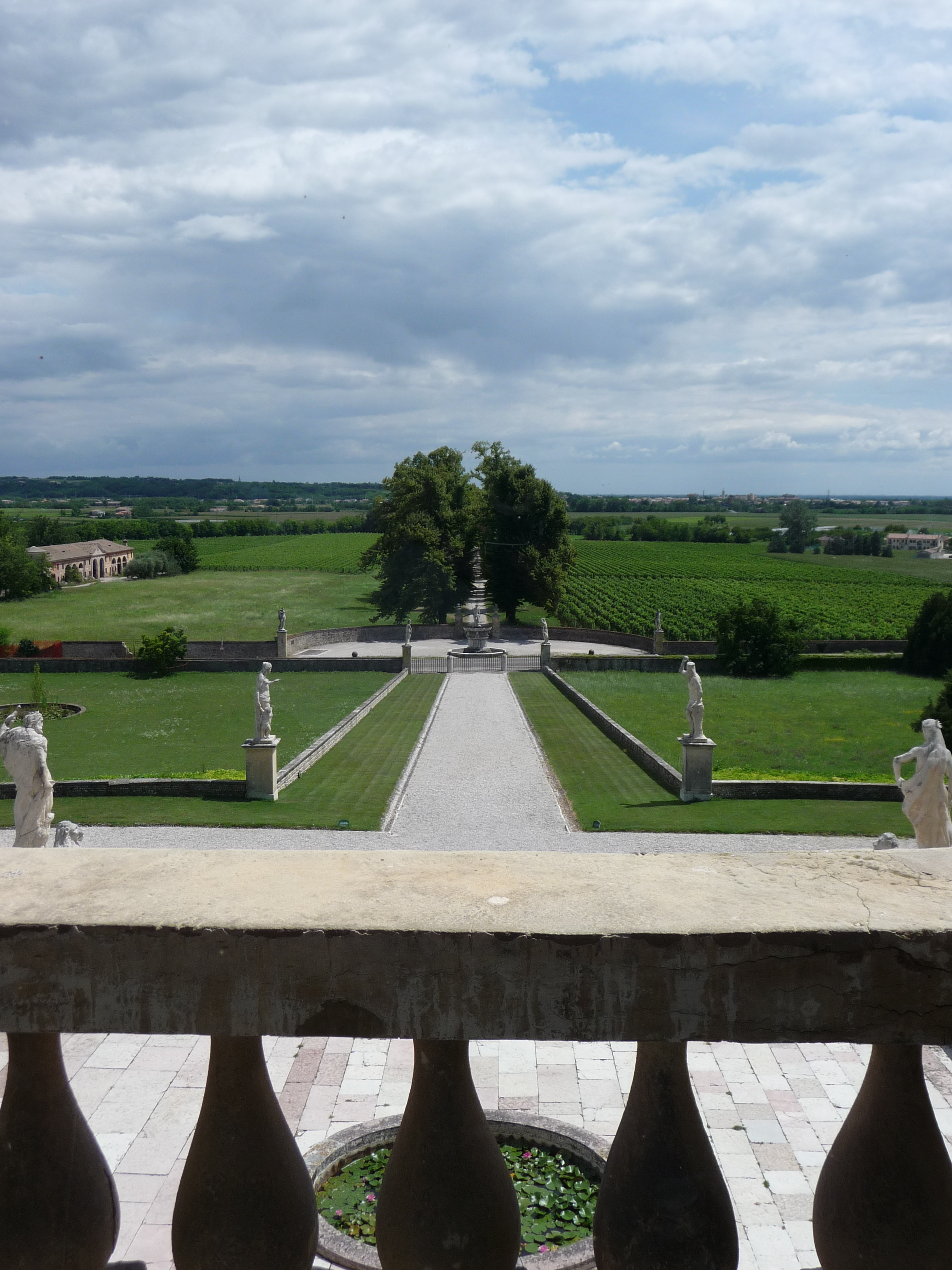
Il viale dal balcone del piano nobile
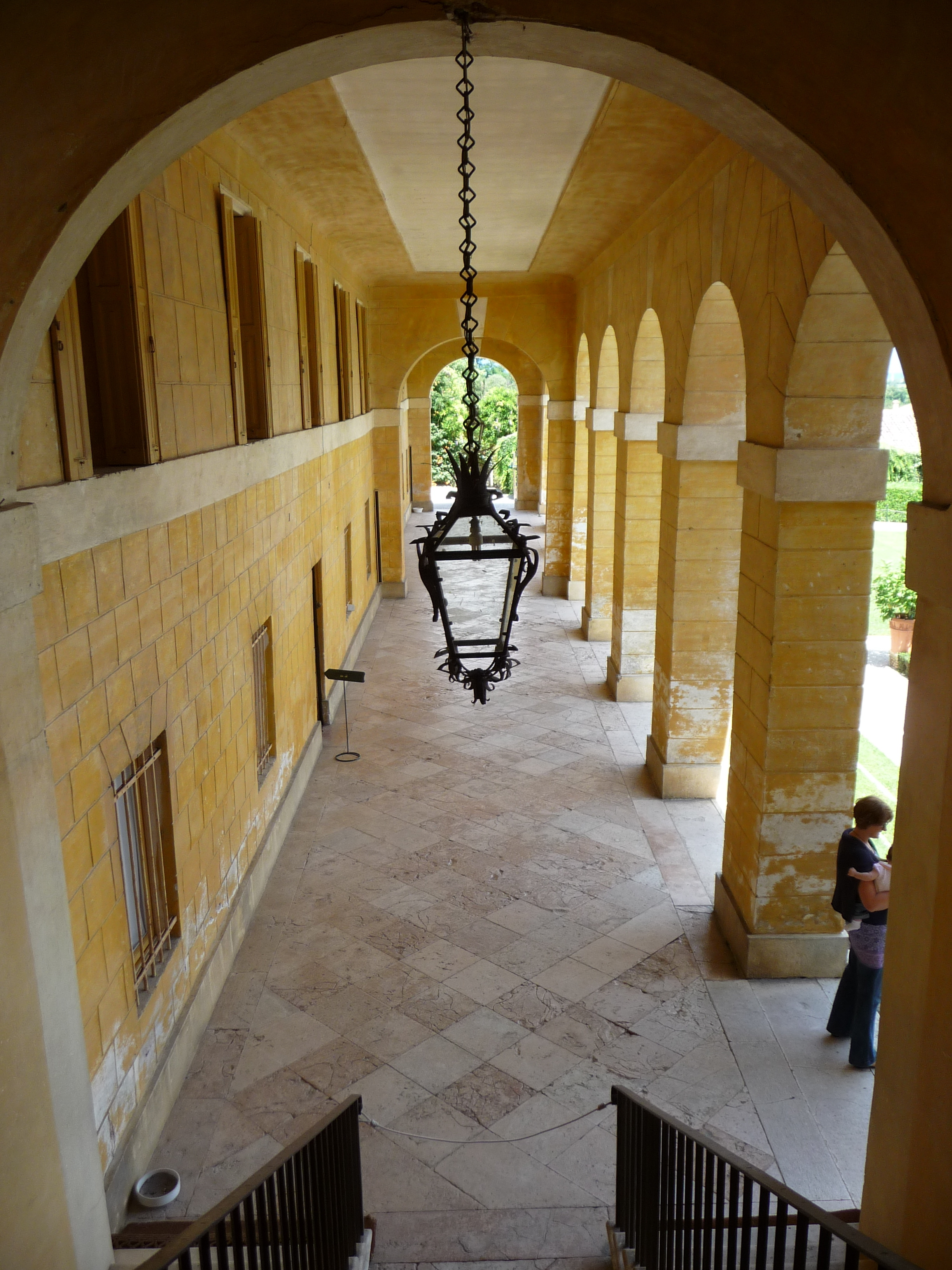
Il portico
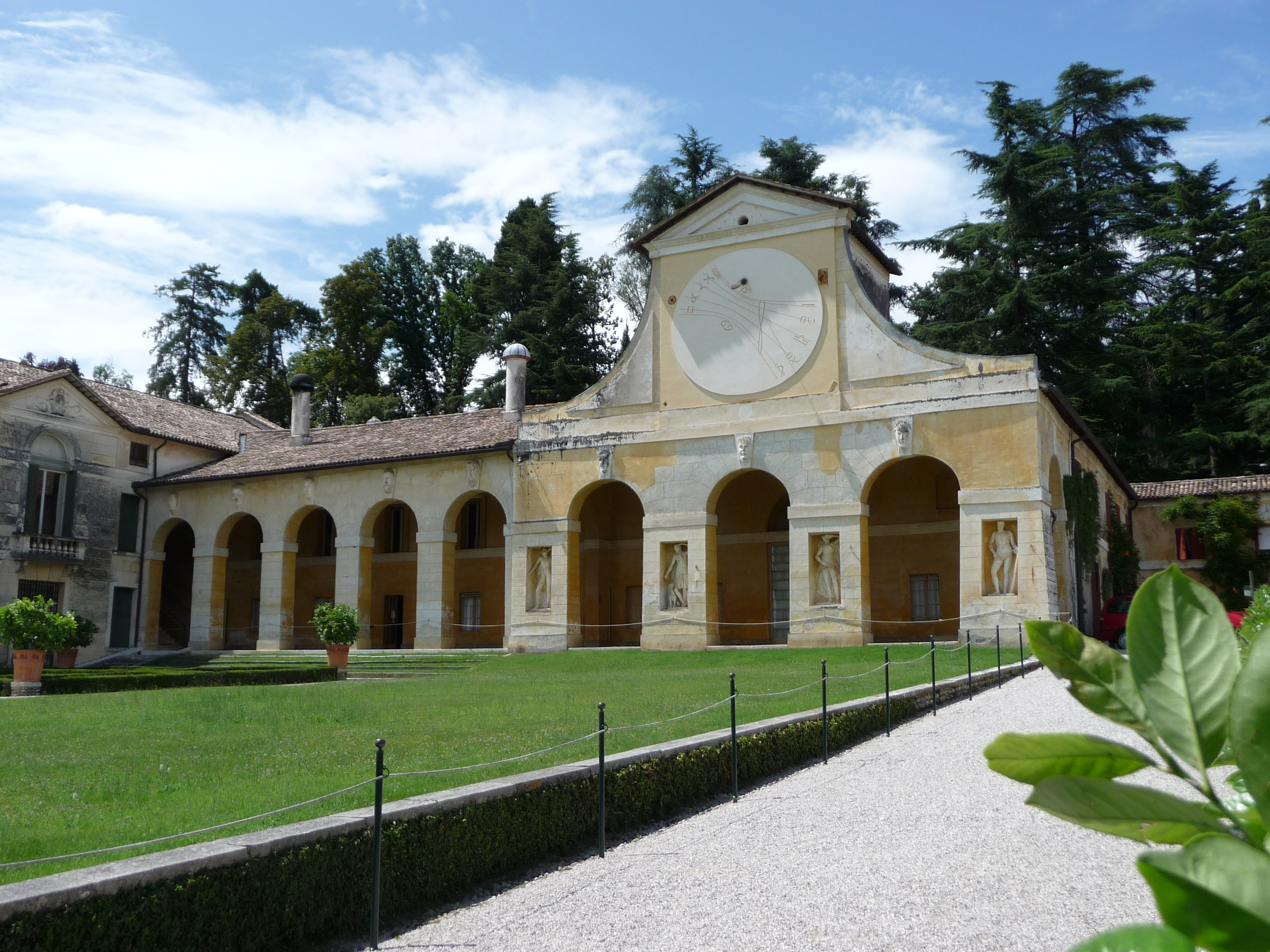
Barchessa est con la colombaia
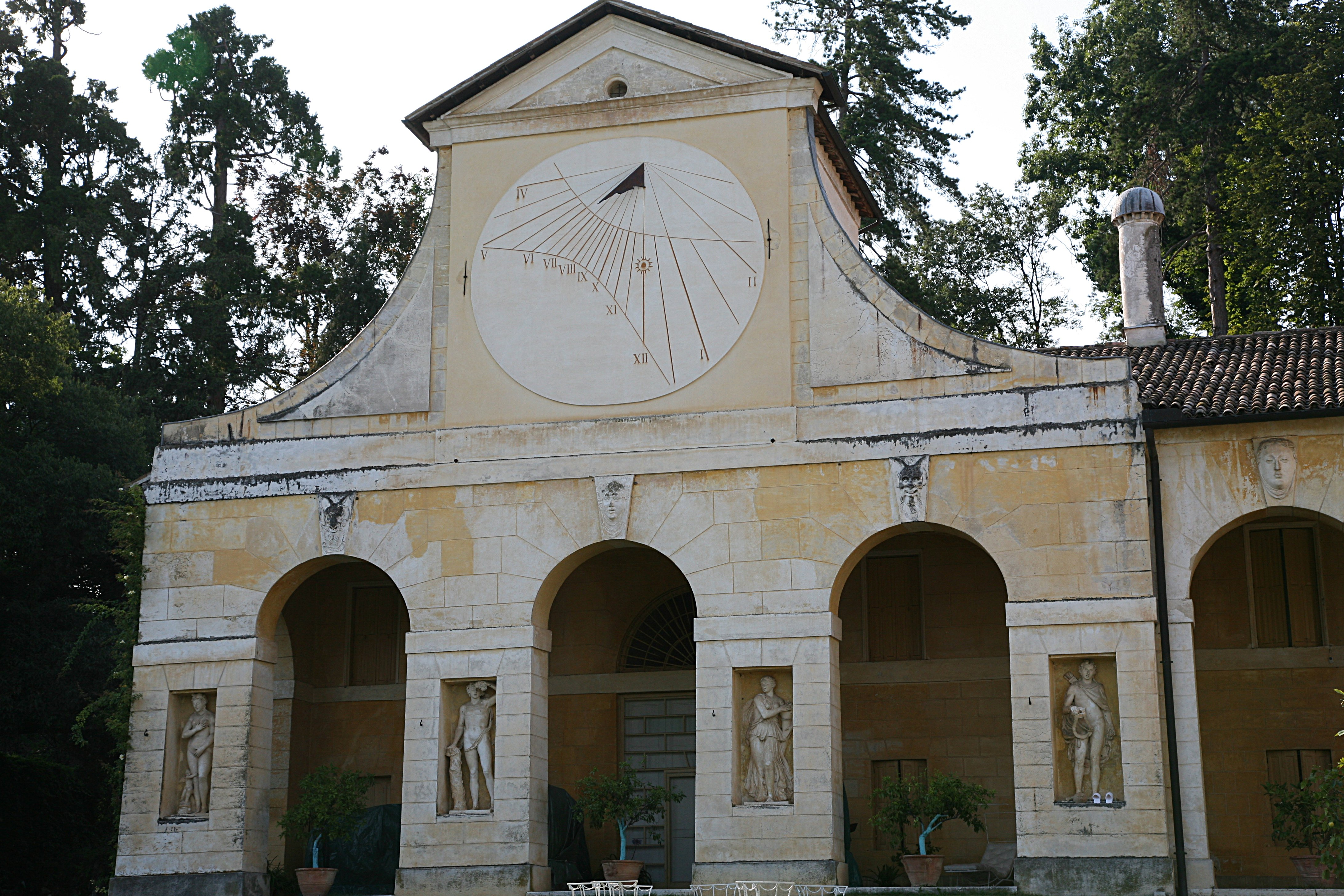
Colombaia ovest

### Interno
Sia il corpo centrale che le barchesse sono suddivisi in due piani. La pendenza del terreno comporta che mentre il piano nobile risulta soprelevato nel prospetto frontale, sul retro, verso la collina, esso da direttamente accesso al giardino segreto.

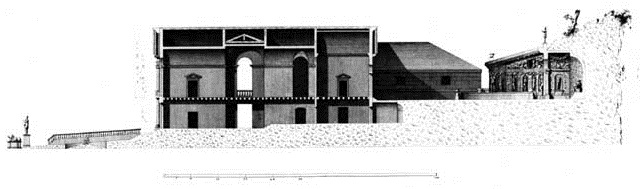
Sezione e dettagli (Ottavio Bertotti Scamozzi, 1781)

Gli ambienti del piano terra, dal soffitto piuttosto basso, erano in parte adibiti ad uso agricolo.
Il portico, benché progettato seguendo le proporzioni degli antichi monumenti dell'epoca romana, ha una funzione strettamente legata alla vita quotidiana della Villa: protegge dalle intemperie e permettere di passare rapidamente da un lato all'altro della Villa, ma è soprattutto uno spazio di grande respiro per i lavori di campagna.
Dai porticati si accede attraverso due doppie scalinate direttamente al piano nobile, riservato alla famiglia e agli ospiti.
Fulcro delle stanze di rappresentanza è la sala a crociera, l'ambiente centrale del corpo avanzato. Da qui, oltre a due piccoli ambienti di servizio, si può accedere alle sale verso la facciata: a ovest la stanza di Bacco, ad est il Tribunale d'Amore (sala dell'amore coniugale o di Venere). Dirigendosi verso il colle si entra invece nella stanza dell'Olimpo e per questa a destra si accedeva nell'appartamento di Daniele Barbaro, a sinistra in quello di Marcantonio e Giustiniana Barbaro.

## Decorazione

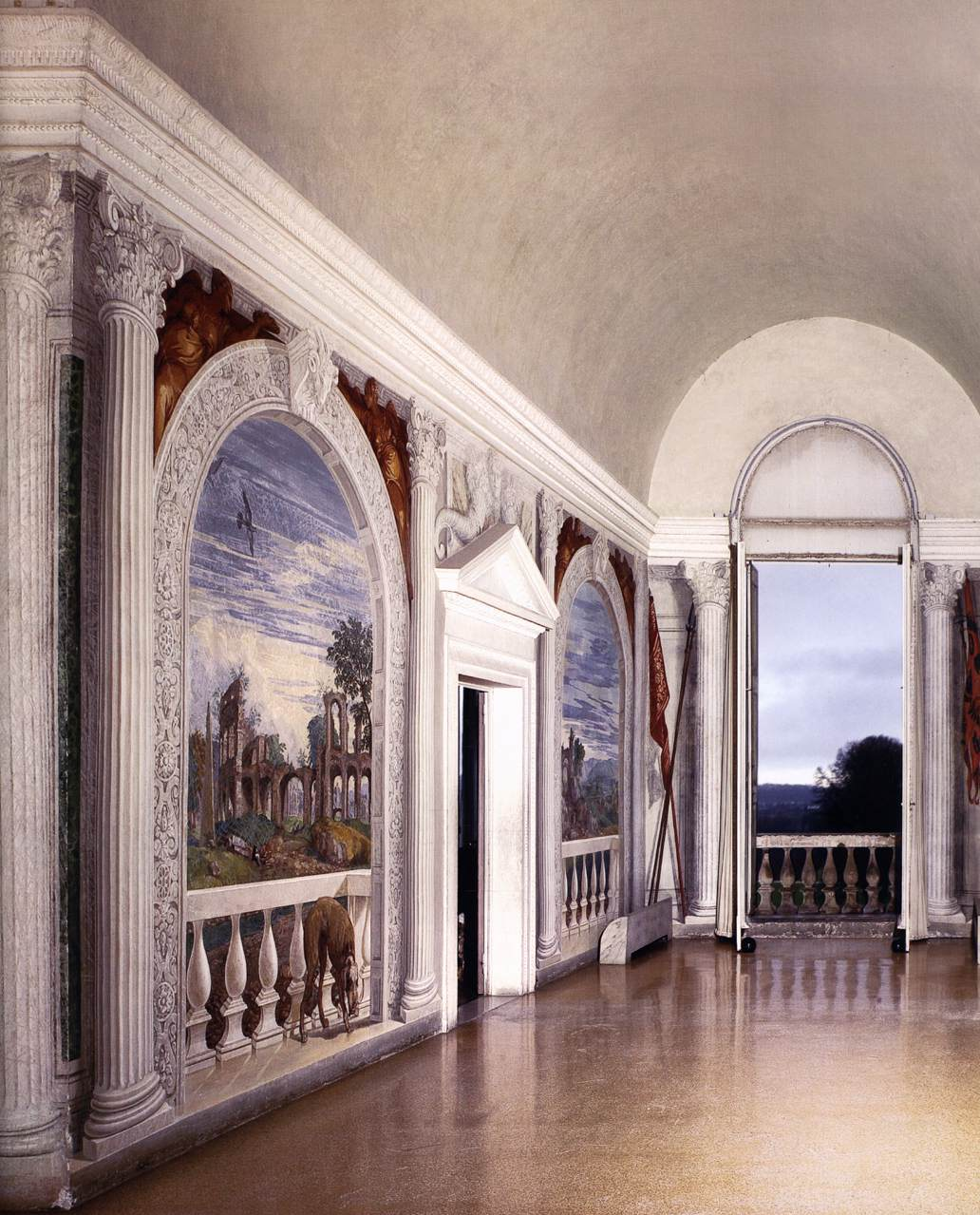
Sala a crociera

### Il ciclo di Paolo Veronese
All'interno della villa il pittore Paolo Veronese realizza quello che è considerato uno dei più straordinari cicli di affreschi del Cinquecento veneto.
La forza e la qualità dello Spazio illusionistico che si sovrappone a quello palladiano hanno fatto pensare a una sorta di conflitto fra pittore e architetto, tanto più che Veronese non viene citato nella didascalia della tavola dei Quattro Libri dedicata alla villa. Del resto, evidentemente influenzato (e probabilmente intimorito) dal gusto e dalla personalità dei Barbaro, è molto probabile che Palladio abbia ritagliato per sé un ruolo tecnico e di coordinamento generale, lasciando ai committenti - se non, secondo alcuni, allo stesso Veronese - largo spazio per l'invenzione: lo prova il fantasioso disegno della facciata che difficilmente può essergli attribuito.
È stato rilevato che i paesaggi dipinti nelle sale siano stati derivati da una serie di incisioni pubblicate da Hieronymus Cock nel 1551 e da altre, opera di Battista Pittoni, apparse nel 1561. Vi sono dunque buone ragioni per ritenere che il Veronese abbia lavorato al ciclo di Maser tra il 1560 e il 1561.
Probabilmente fu la sala dell'Olimpo ad essere affrescata per prima, immediatamente seguita da quella a crociera e dalle due sale verso la facciata. Per ultimi furono realizzati gli affreschi delle due sale più piccole rivolte verso la collina dove appaiono le vedute derivate dal Pittoni.

#### Sala a crociera
Veronese realizza per questa sala una complessa finta architettura con colonne, bassorilievi e nicchie con suonatrici, nella quale si aprono finte porte popolate di realistici personaggi (un paggio e una bambina, entrambi in atto di dare il benvenuto) e ampi balconi con paesaggi a cui fanno eco quelli reali fuori dalle grandi finestre.
Spade, lance, alabarde ed altri oggetti appoggiati negli angoli rafforzano l'effetto trompe l'oeil e sembrano invitare il visitatore a lasciare i fardelli delle battaglie quotidiane per lasciarsi andare ai piaceri della vita in villa.

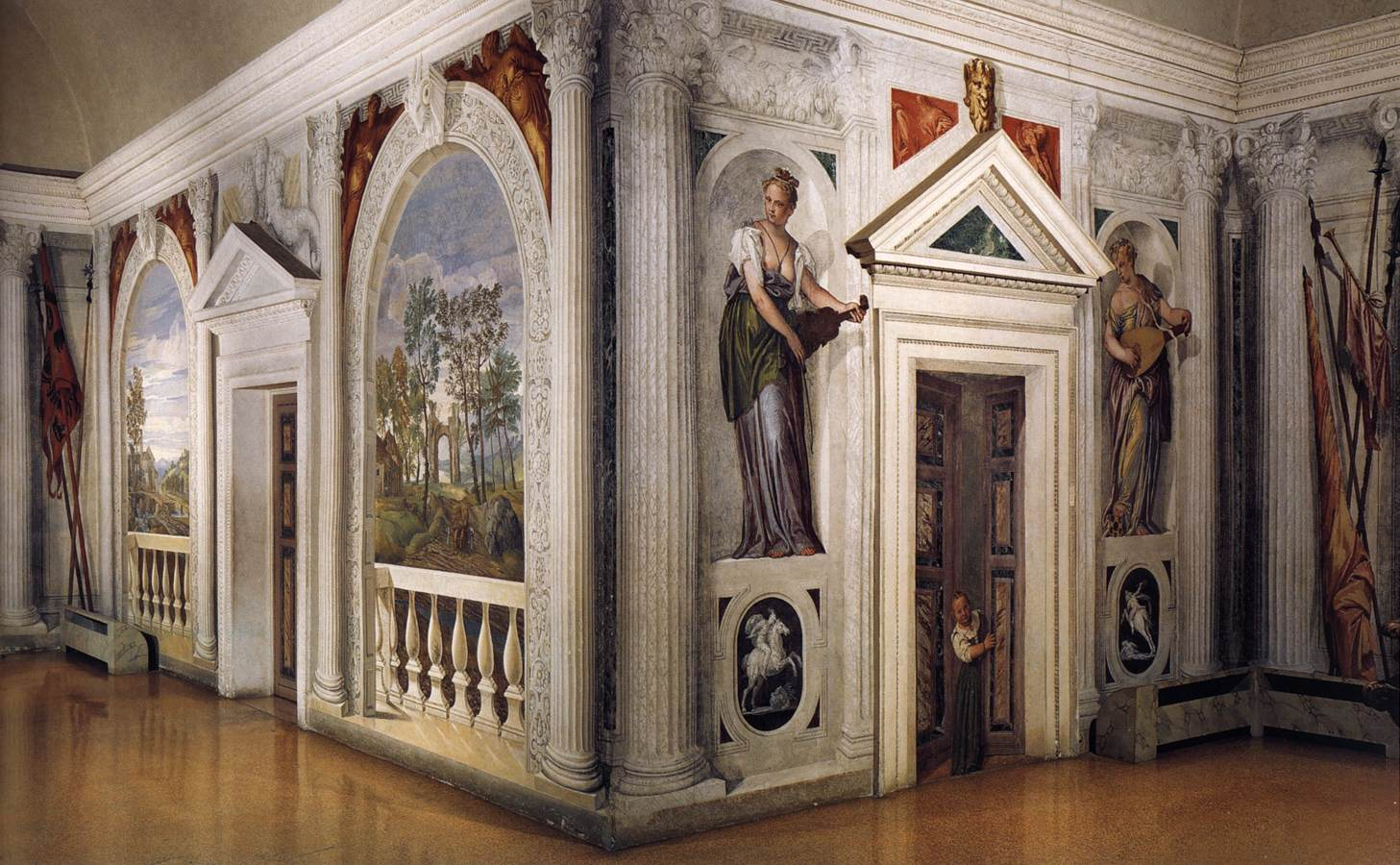
Sala a crociera
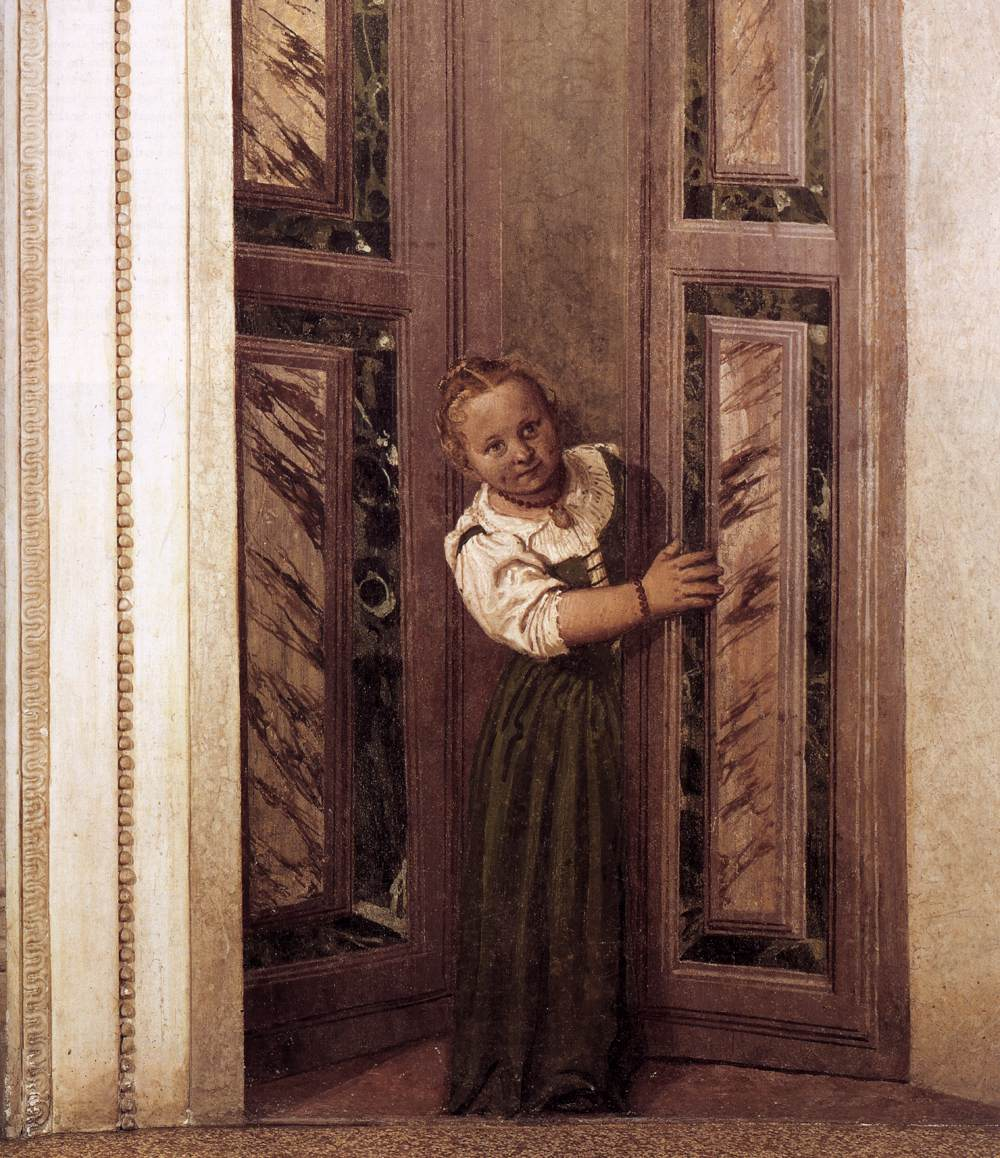
Bambina affacciata alla finta porta
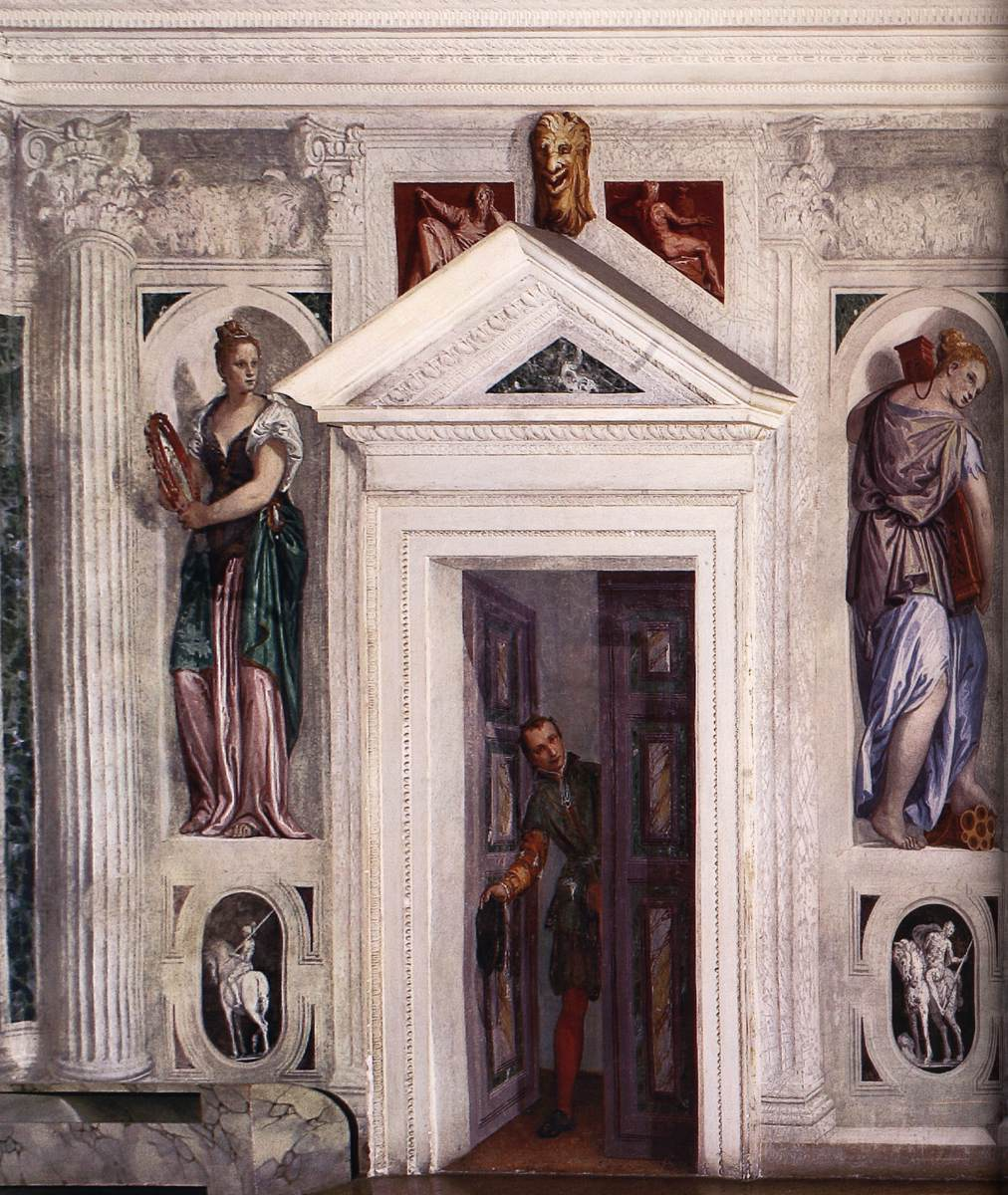
Paggio appoggiato alla finta porta
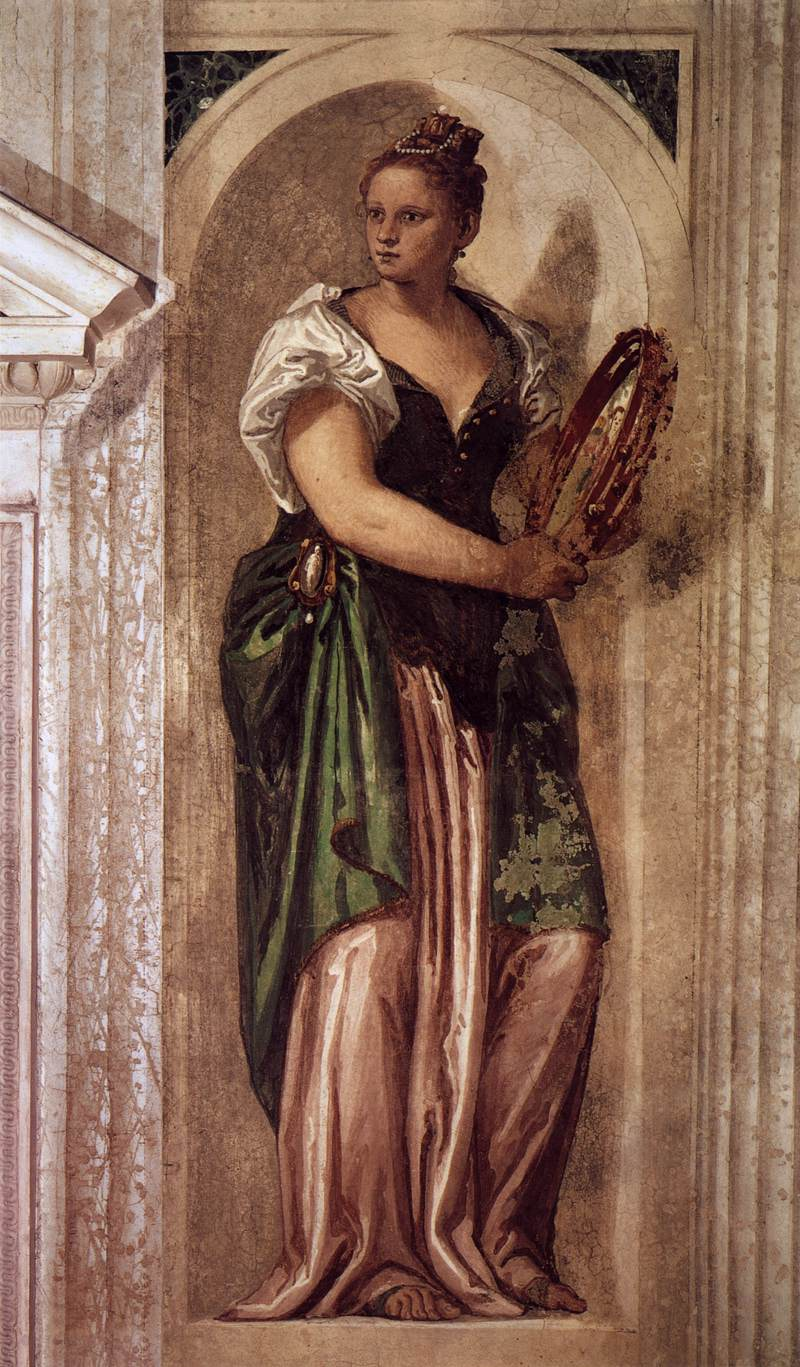
Suonatrice di tamburello
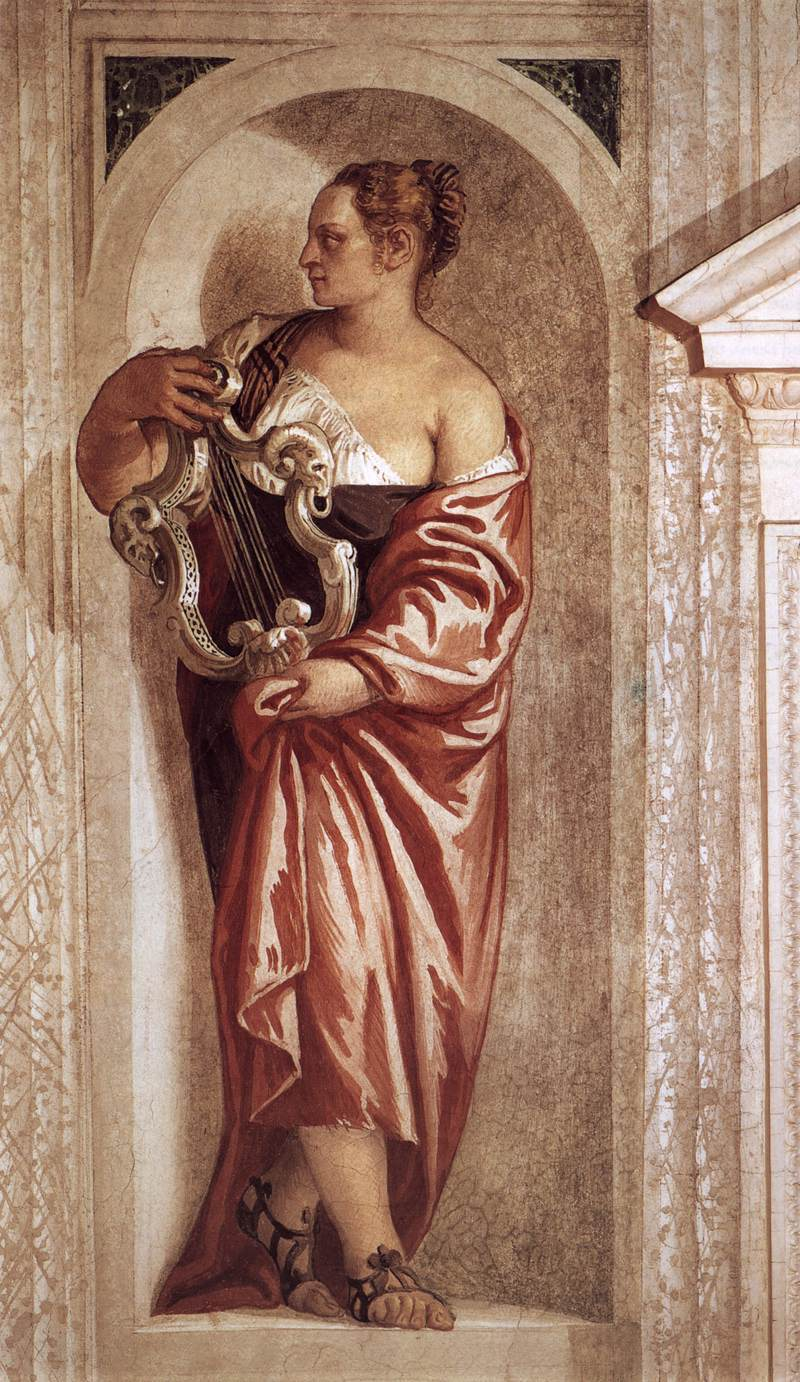
Suonatrice di lira

#### Sala di Bacco

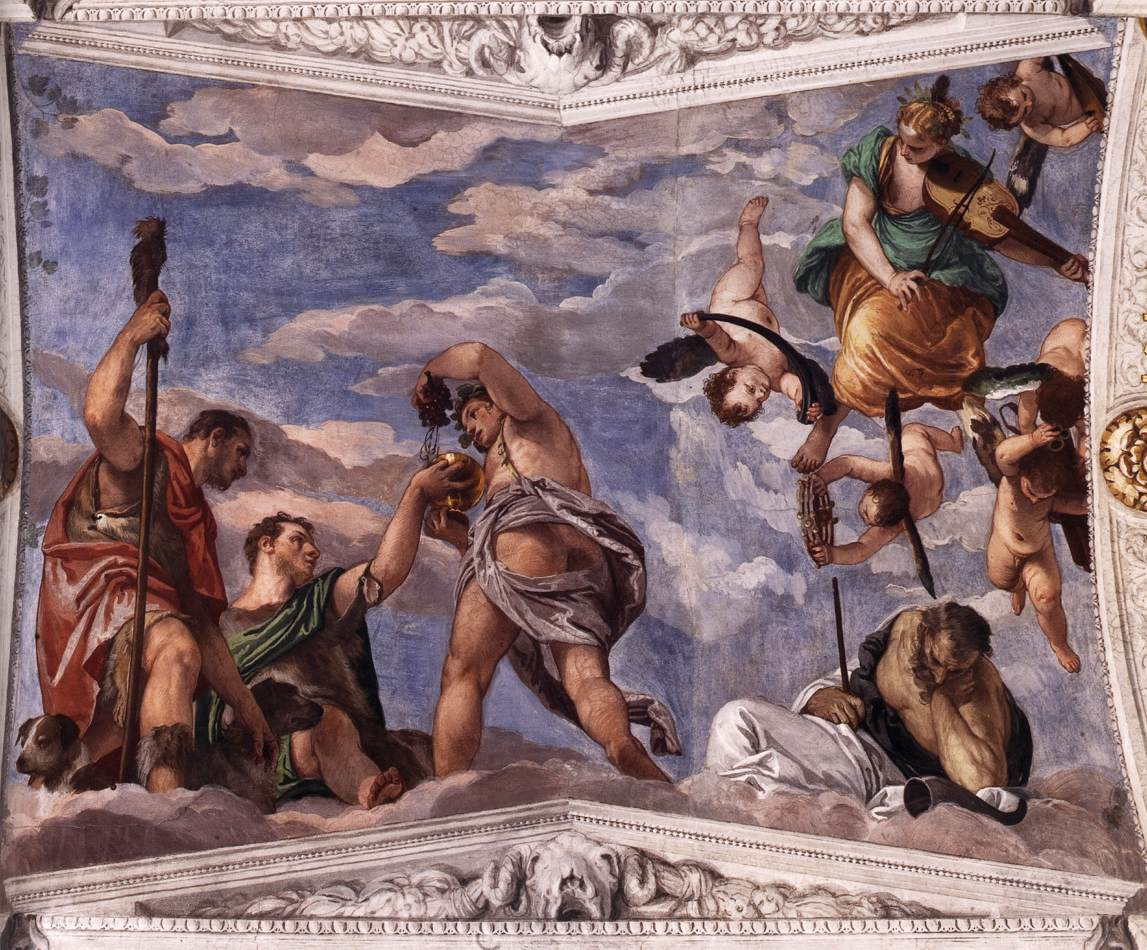

Nella sala di Bacco, nel riquadro sopra la porta in cui sono dipinte le figure di Apollo e Venere, la posa di Apollo sembra riproporre quella omonima dipinta nel Salone di Casa Vasari, ad Arezzo. La stessa immagine vasariana verrà ripresa da Caravaggio per lo sgherro di spalle in primo piano dipinto nella Chiamata di Levi d'Alfeo, della cappella Contarelli nella chiesa di S. Luigi dei Francesi, a Roma. Con probabilità il Merisi conobbe l'iconografia vasariana grazie a Cristoforo Roncalli da Pomarance, omonimo del mercante bergamasco, in contatti con il notaio Pietro Vasari, fratello di Giorgio. Il mercante bergamasco beneficò la famiglia del suo omonimo, artigiani bergamaschi, con il suo cognome e con i propri beni. Nel riquadro di fronte, sopra il camino decorato da Alessandro Vittoria, sono raffigurate le allegorie dell'avarizia (Ade) con in mano una chiave e dell'abbondanza (Cerere) con delle spighe di grano. Sulla volta è raffigurato il dio Bacco che crea dall'uva il vino e lo versa nella coppa di alcuni pastori. Ai lati due pergolati di vite prospettici aprono in modo illusionistico il soffitto verso l'esterno.

#### Sala del Tribunale d'amore

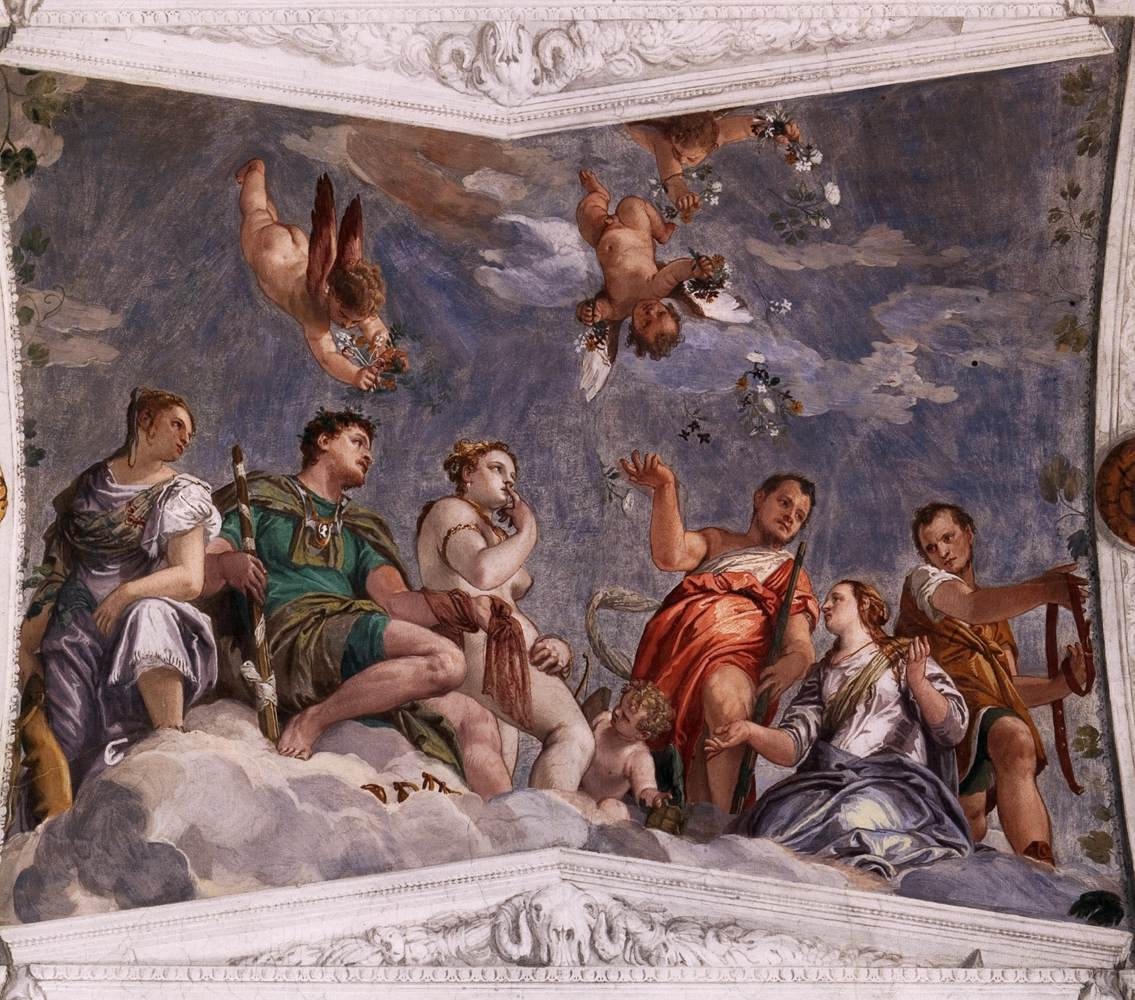

La sala è posta specularmente in fronte a quella di Bacco, ha le stesse dimensioni e contiene anch'essa un camino decorato da Alessandro Vittoria con un motto in latino. Sulla volta è rappresentato al centro il cd. "Tribunale dell'Amore". La giovane sposa in ginocchio tra il marito, con una cinghia in mano, e il difensore sta per essere giudicata per la sua condotta. Il giudice seduto sulla nuvola con in mano lo scettro è assistito dalla Giustizia, che reca con un mazzo di fiori in una mano e una clava nell'altra, pronta ad eseguire la sentenza, e da Venere, nuda, che si mette un dito sulle labbra per invitare alla prudenza la sposa. Un volo di putti che lanciano fiori, gigli, suggeriscono il lieto fine alla vicenda. Alle pareti laterali sono raffigurate finte architetture e paesaggi.

#### Sala dell'Olimpo

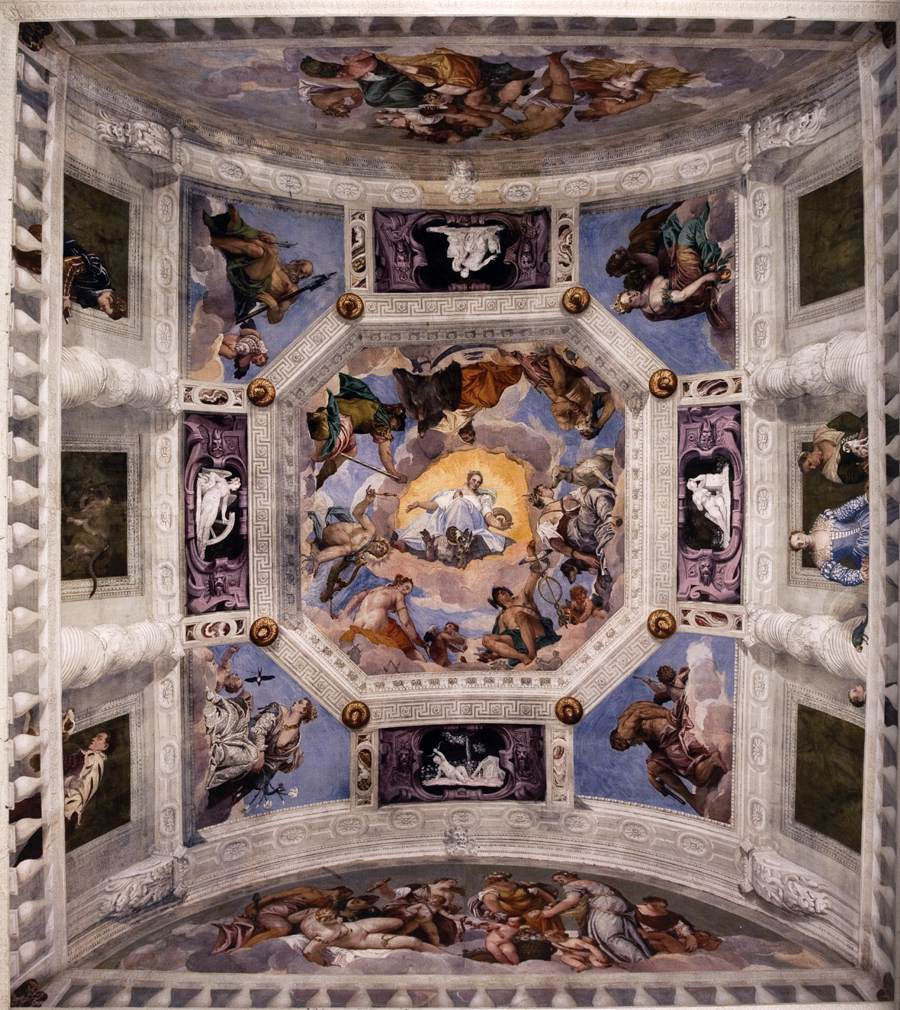
Sala dell'Olimpo: la volta

La sala prende il nome dalle numerose divinità olimpiche dipinte al centro della volta a botte. All'interno di un ottagono, dolcemente assisi su troni di nuvole, appaiono Afrodite, Ermes, Artemide, Zeus, Ares ed Apollo, recanti ciascuno i corrispondenti segni zodiacali. Al centro, una figura femminile già identificata come la Sapienza divina, intenta a scacciare con il piede un drago, oggi ritenuta invece la dea del grano e dell'agricoltura Demetra. Completano la volta quattro comparti a monocromo, raffiguranti le forze che regolano la vita dell'uomo (l’Amore, la Fedeltà, l’Abbondanza e la Fortuna), e le quattro figure delle divinità simbolo degli elementi (Era l’Aria, Efesto il Fuoco, Rea o Cibele la Terra e Poseidone l’Acqua).
Sui finti loggioni appaiono invece dei personaggi reali: da un lato Giustiniana Giustiniani, moglie di Marcantonio Barbaro, accompagnata dalla vecchia nutrice e dal figlio Alvise, al lato opposto si affacciano invece due figli più grandi, Almorò e Daniele. Accanto ai ritratti dei padroni di casa, sono raffigurati i loro aniamli domestici: un cagnolino, un pappagallo e una scimmietta.
Le lunette della volta ospitano due gruppi di divinità alludenti alle quattro stagioni.
Le pareti, scandite da colonne corinzie, presentano su ciascuno dei lati lunghi due paesaggi fluviali con rovine romane e un sovrapporta con figure monocrome che ricordano gli ignudi michelangioleschi della volta della Cappella Sistina. Due figure allegoriche, la Pace e, forse, per contrasto, la Discordia, occupano le nicchie ai lati dall'arco che conduce alla sala a crociera.
Dalla sala dell'Olimpo si accede alle due ali laterali della villa, che si suddividono in una serie di stanze in successione, tutte riccamente affrescate. Al termine delle ali vi sono due finte porte affrescate da cui spuntano un giovane cacciatore con  suoi cani e una dama riccamente abbigliata, forse i ritratti del pittore Veronese e della moglie.

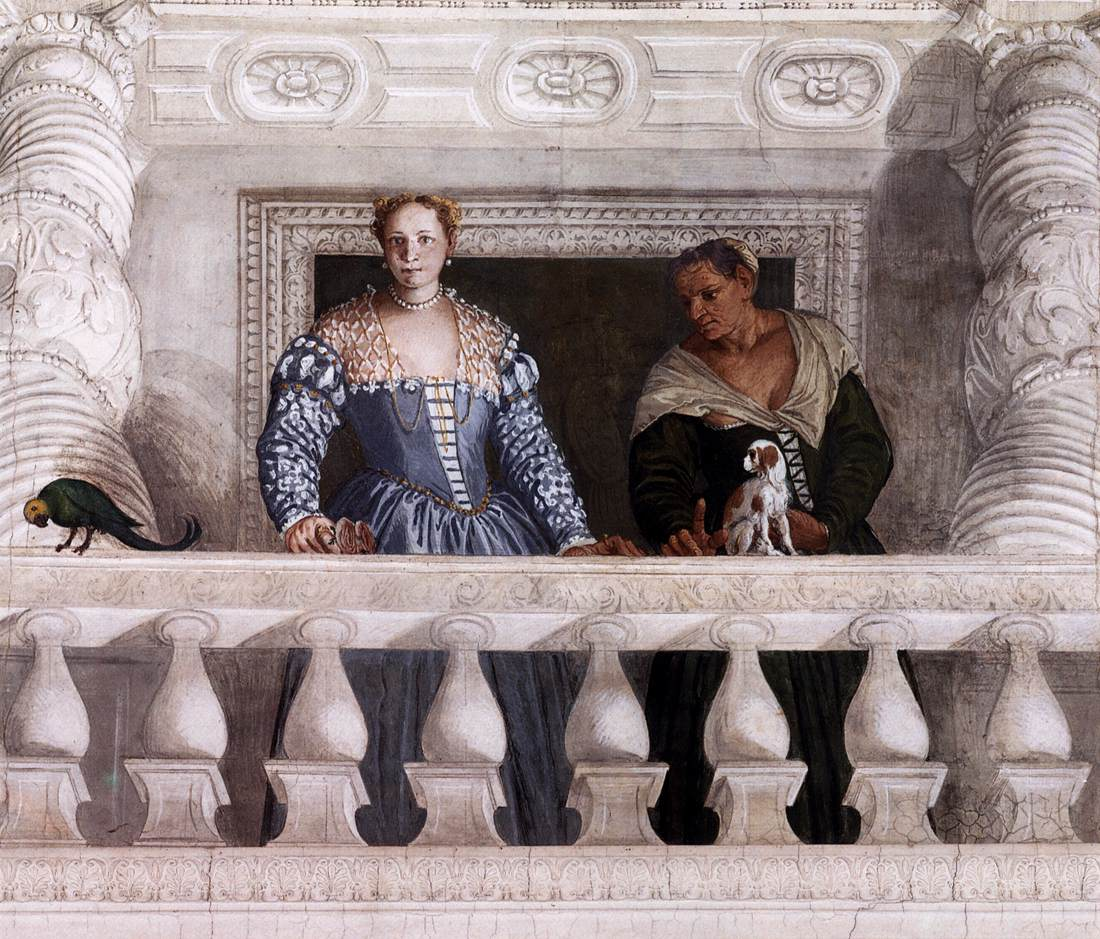
Giustiniana Giustiniani e la nutrice
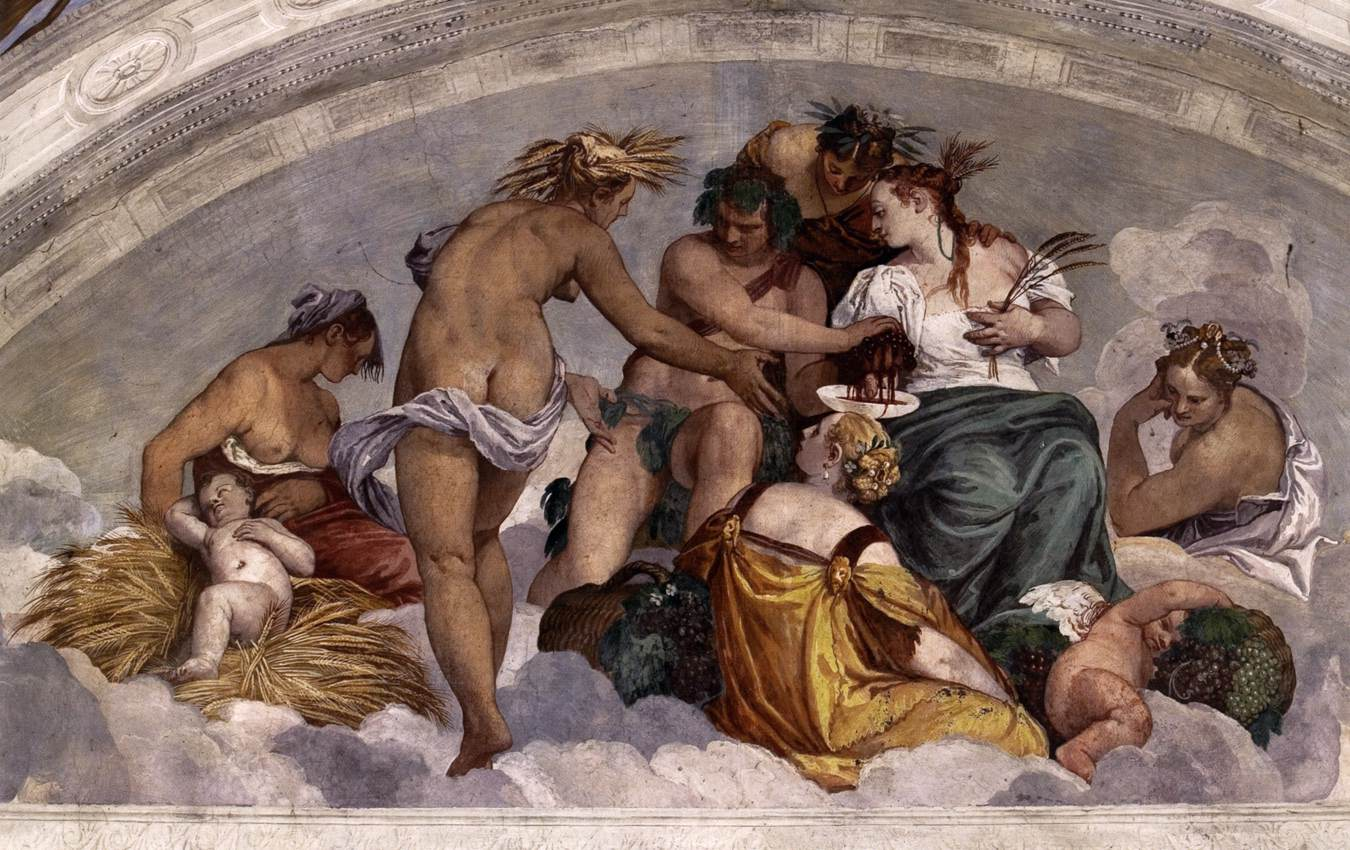
Demetra, Eracle bambino, geni alati, ninfe e Dioniso (Estate e Autunno)
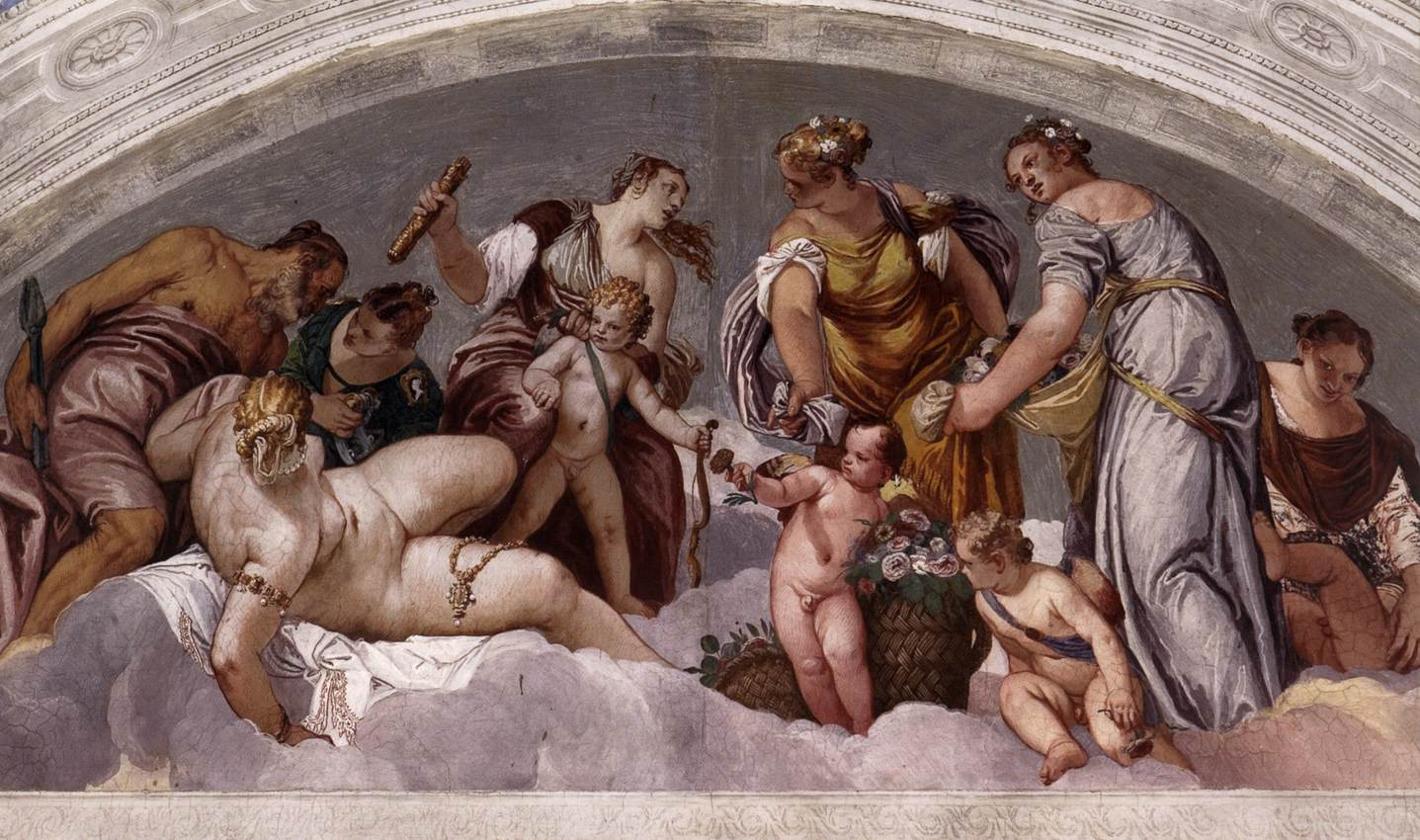
Afrodite, Efesto, Persefone e le Hore (Inverno e Primavera)
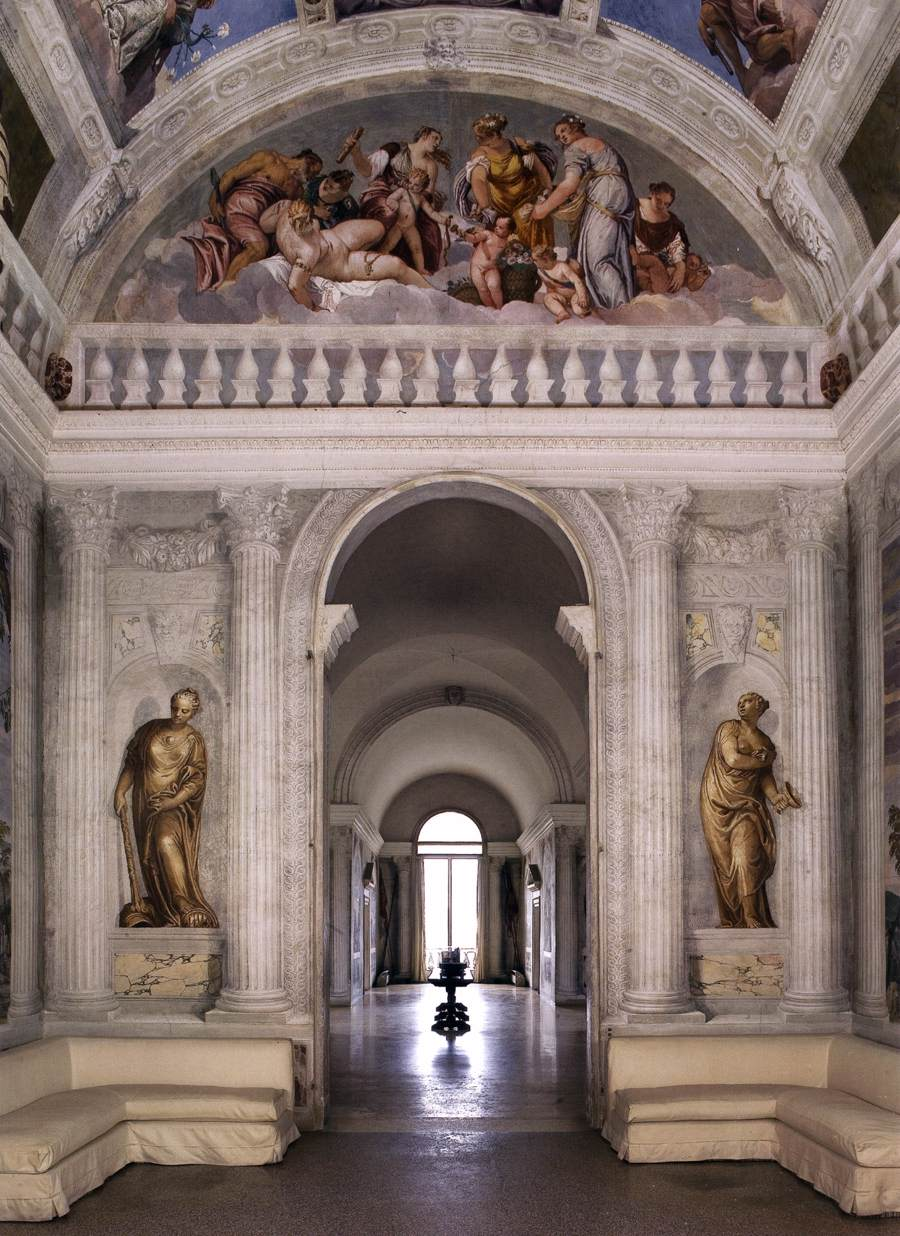
La Pace e la Discordia

#### Sala del cane
Sulla volta, in un'allegoria della Fortuna, due donne si contendono le ricchezze del mondo, rappresentate dalla cornucopia. Sono l'Ambizione (forse la personificazione di Venezia), che afferra la cornucopia e  viene accolta dalla Fortuna seduta da padrona sul mondo, e l'Invidia, a sinistra, che trama nell'ombra, nascondendo un coltello sotto le vesti. Sul riquadro laterale il merito dormiente viene incoronato dalla Fortuna, mentre in quella di fronte Saturno con la falce (il Tempo) si affianca alla Storia, con in mano un libro. Nella parete laterale, tra finte architetture, vi è un riquadro raffigurante la Madonna con il bambino e Santa Caterina. 
Alla base degli affreschi spuntano anche un cagnolino e un gatto domestico.

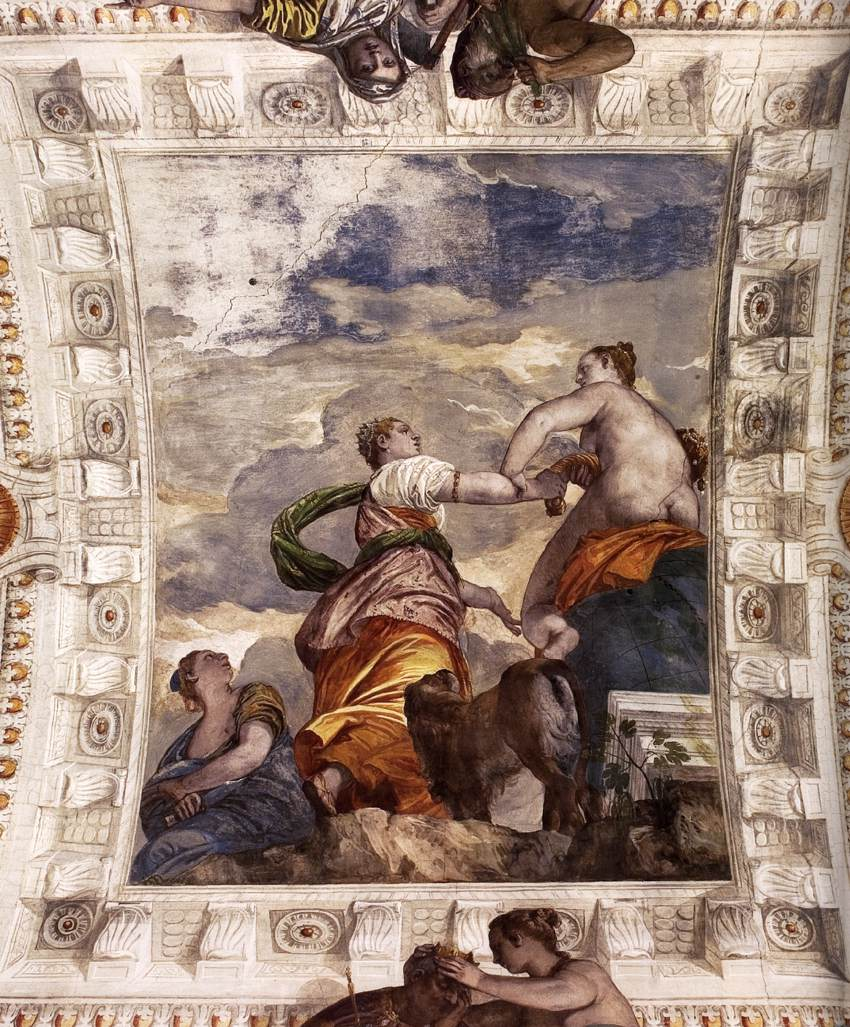
L'allegoria sulla volta
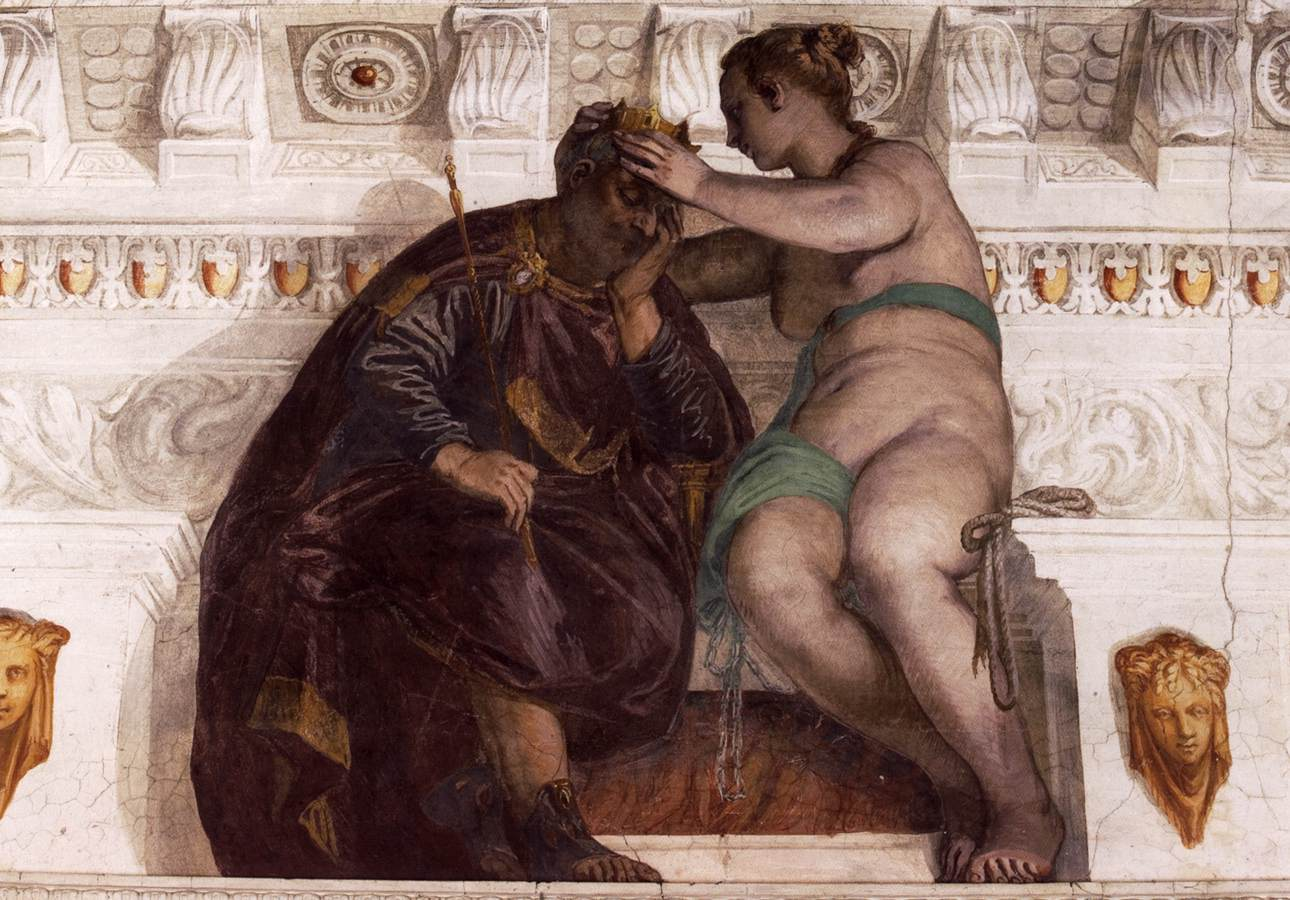
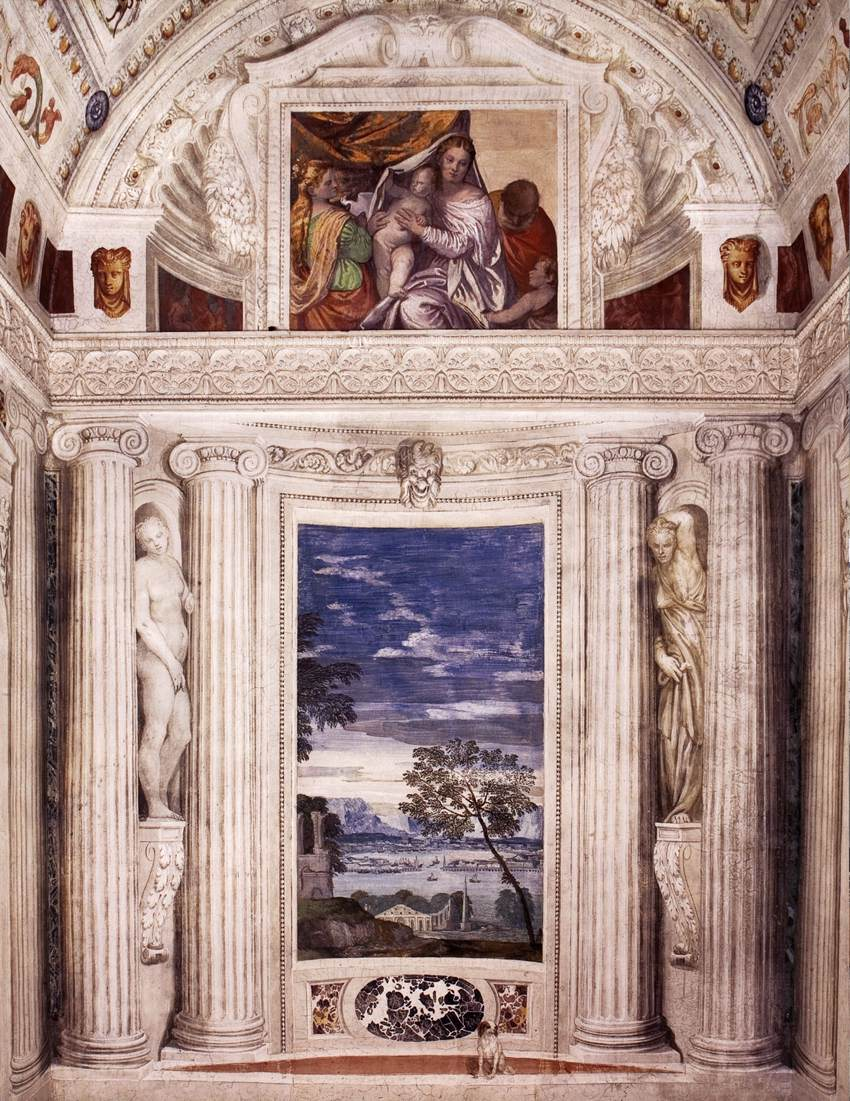
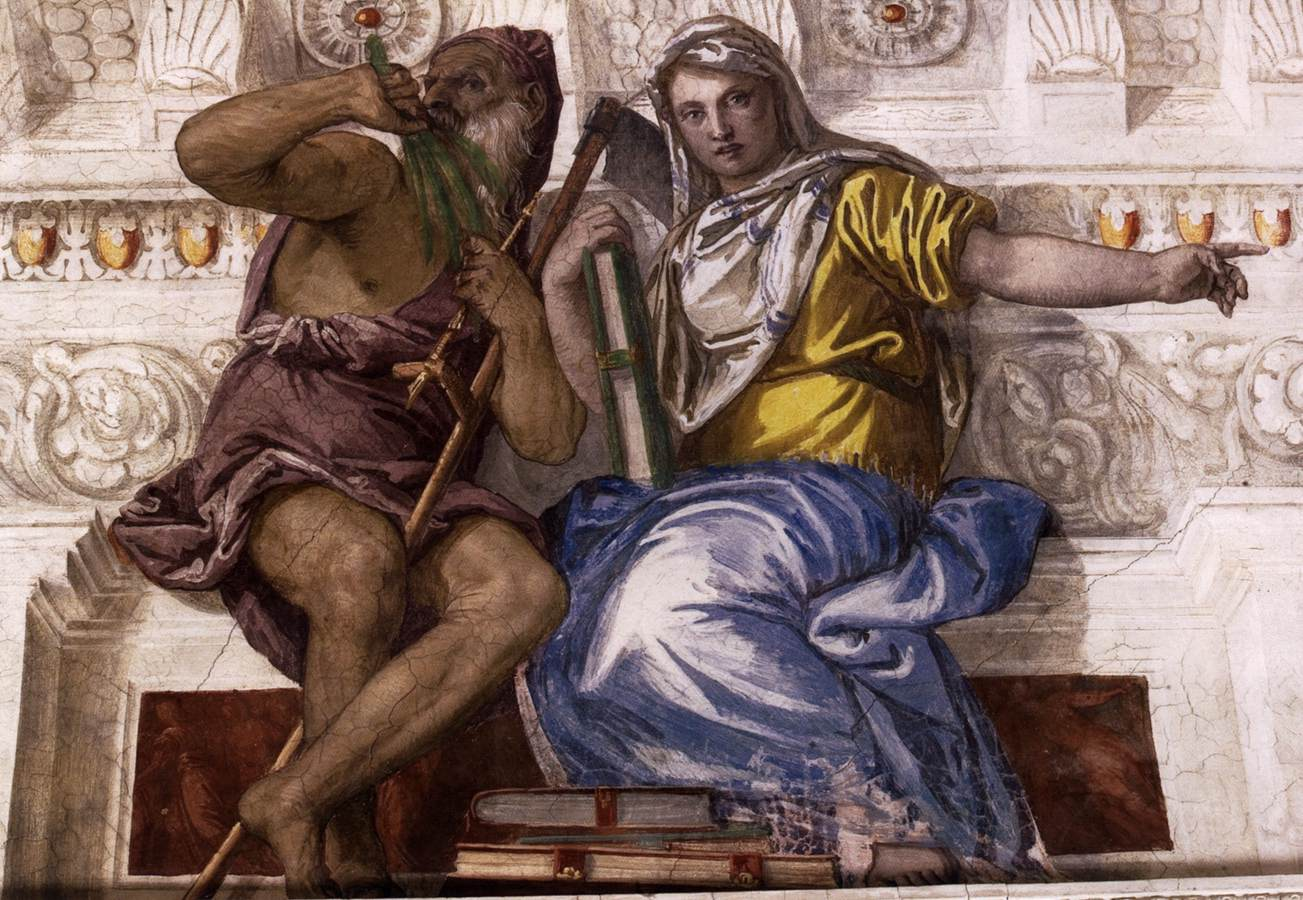

#### Sala della lucerna
Speculare alla stanza precedente presenta la medesima organizzazione decorativa. Al centro del soffitto le raffigurazioni allegoriche della Fede che indica l'eternità (simboleggiata dal serpente che si morde la coda, l'Ouroboro) a un peccatore pentito, che abbandona a terra i sui tesori, affiancato dalla Carità. 
In corrispondenza dell'innesto della volta a botte, sulle trabeazioni dipinte, la Forza (rappresentata da Ercole) che si appoggia alla Prudenza, sopra la porta, e dal lato opposto una figura maschile simboleggiante la Virtù che frena la Passione, mettendole le redini. 
La lucerna che da il nome alla stanza pende dal un lato del soffitto, sorretta illusionisticamente da un angioletto. Essa illumina la lunetta della parete di fondo, dove c'è un altro gruppo sacro, la cosiddetta "Madonna della pappa" per la figura di San Giuseppe raffigurata nell'atto di porgere una ciotola con del cibo a Maria, per darla a Gesù. È stato ipotizzato che queste ultime due fossero le stanze da letto, essendo presenti in entrambe le uniche raffigurazioni di soggetto religioso, incentrate inoltre sul tema della Sacra Famiglia.

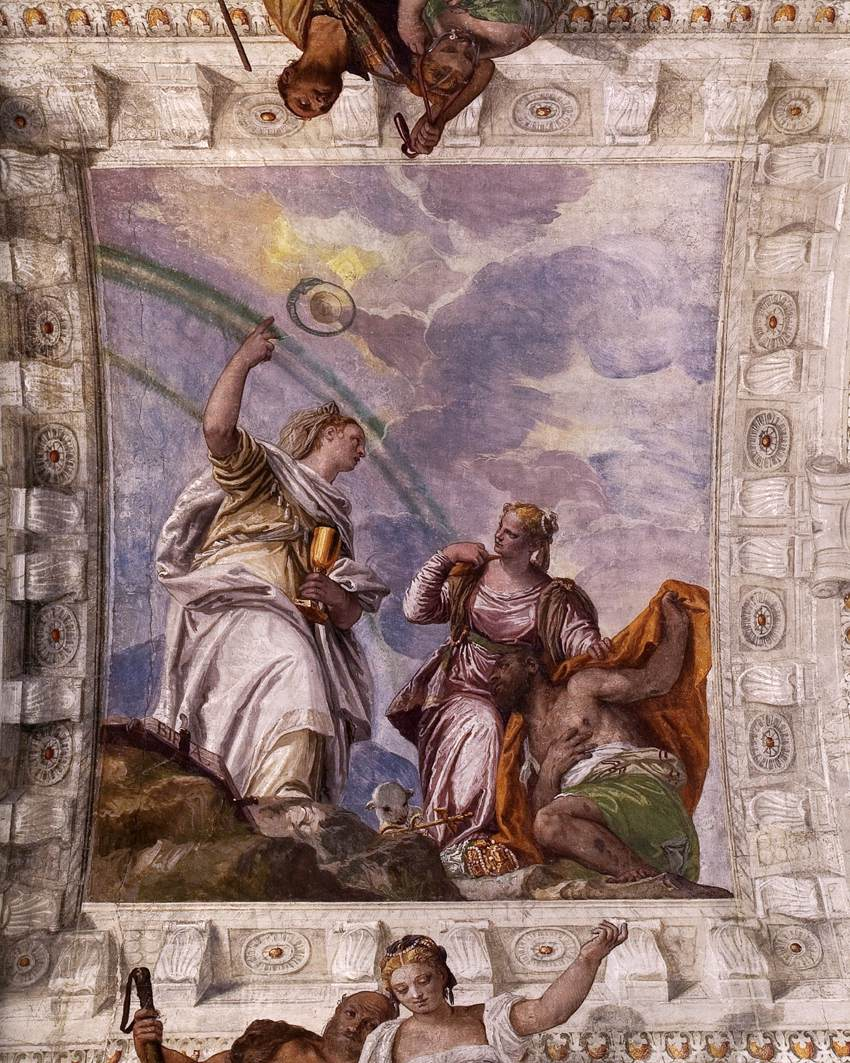
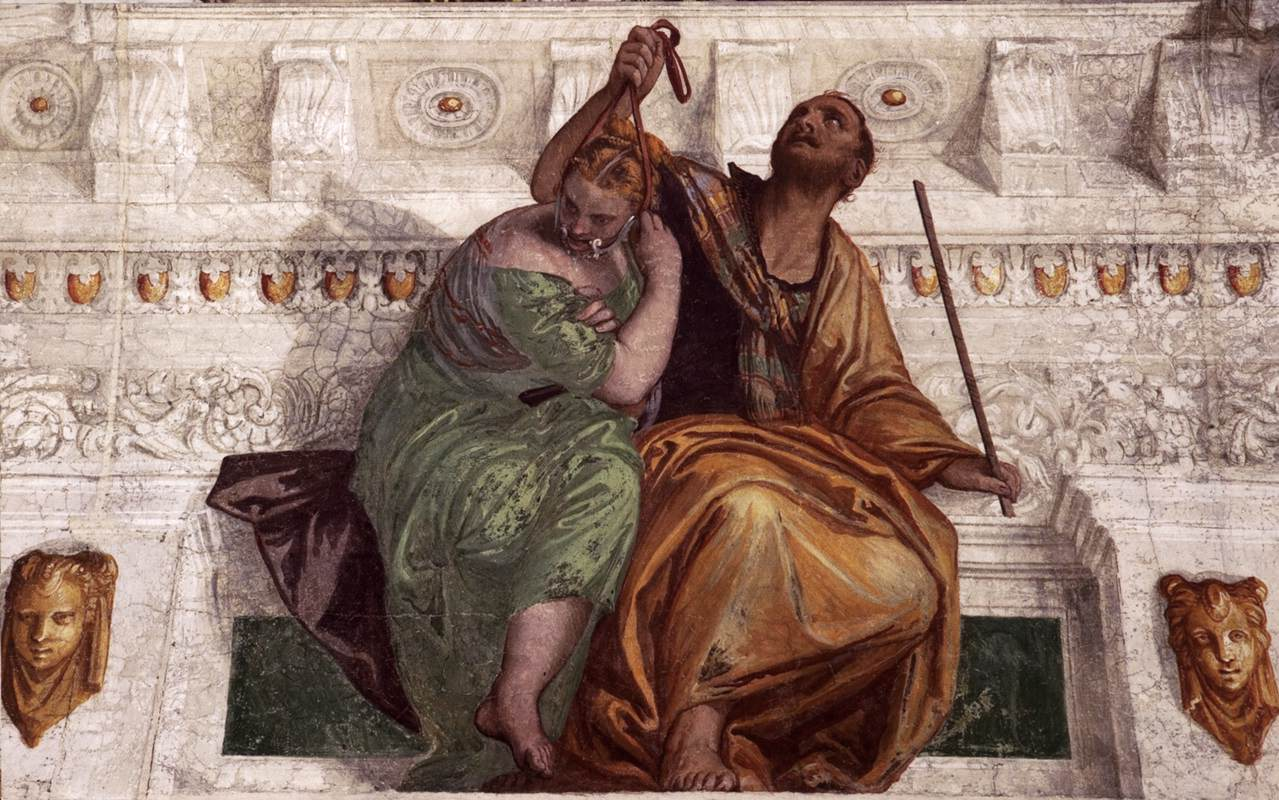
Nemesis
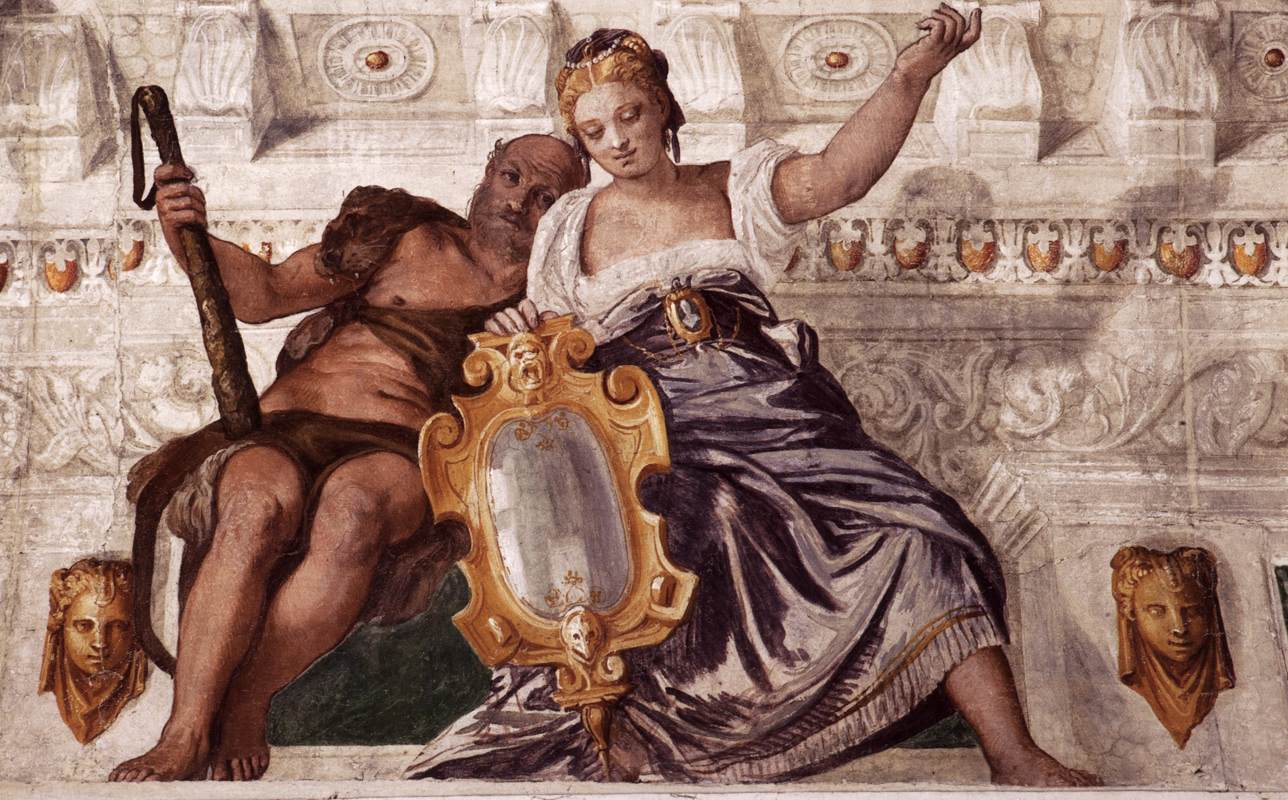
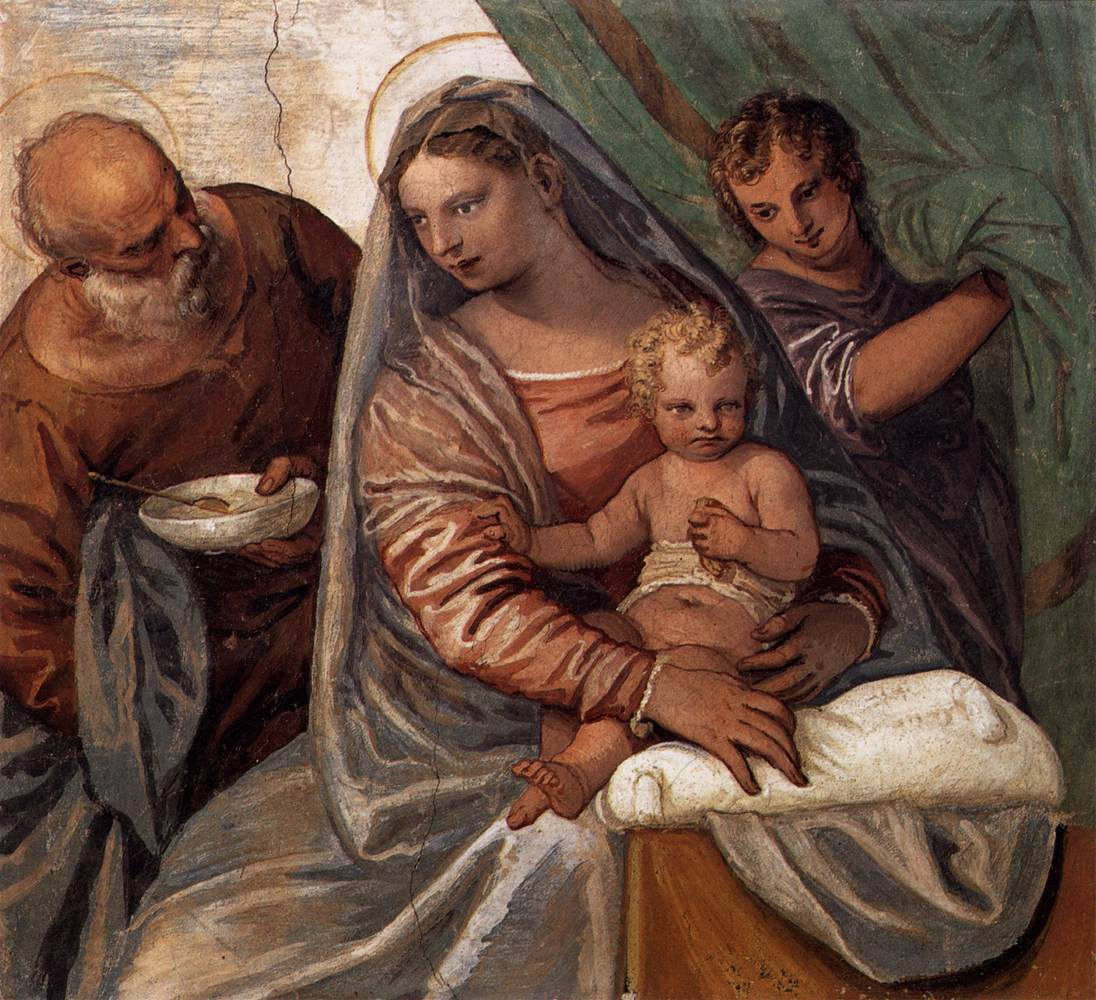

### Sculture e stucchi del Vittoria
Ad occuparsi delle decorazioni, oltre a Veronese, fu chiamato Alessandro Vittoria, brillante allievo di Jacopo Sansovino, che curò i due artistici camini nelle stanze del piano nobile e le rifiniture a stucco di tutta la villa.

#### Frontone
Al centro del frontone campeggia lo stemma dei Barbaro, il cerchio rosso in campo bianco,  sorretto da un'aquila bifronte, simbolo dell'Impero, che poggia su  una testa di toro  e sormontato dalla tiara papale. Ai lati due coppie di figure ignude, forse le Quattro Stagioni, dei putti e due mostri marini.

#### Fontana del Nettuno
La fontana di Nettuno  è posta di fronte alla villa, al centro di un emiciclo, fungendo da centro prospettico e di introduzione alla villa,  alla fine del lungo viale di accesso. 
La fontana è composta da una base che imita le rocce naturali, su cui si ergono dei pannelli dove sono raffigurati dei tritoni. Sopra sbucano ai quattro lati le teste di quattro ippocampi, che sorreggono quattro conchiglie marine. Al centro si erge la statua di Nettuno con il tridente e un delfino ai suoi piedi.
La fontana è al momento priva di acqua.

#### Ninfeo
Il ninfeo funge da muro di protezione della villa e da raccoglitore dell'acqua di una sorgente locale, al fine di creare una peschiera. Palladio aveva progettato il complesso in modo cha attraverso tubature alimentasse le sottostanti cucine e i locali di servizio, per poi irrigare i campi vicini. Al tempo stesso il ninfeo imita le analoghe strutture delle ville romane, creando un ambiente simbolico e intimo, cui potevano accedere solo i proprietari della villa.
Marcantonio Barbaro, oltre che procuratore della Serenissima, era anche un architetto e scultore dilettante: date le incongruenze dell'assetto e soprattutto di alcune delle figure che decorano in ninfeo, si ipotizza che abbia anch'egli partecipato al progetto.

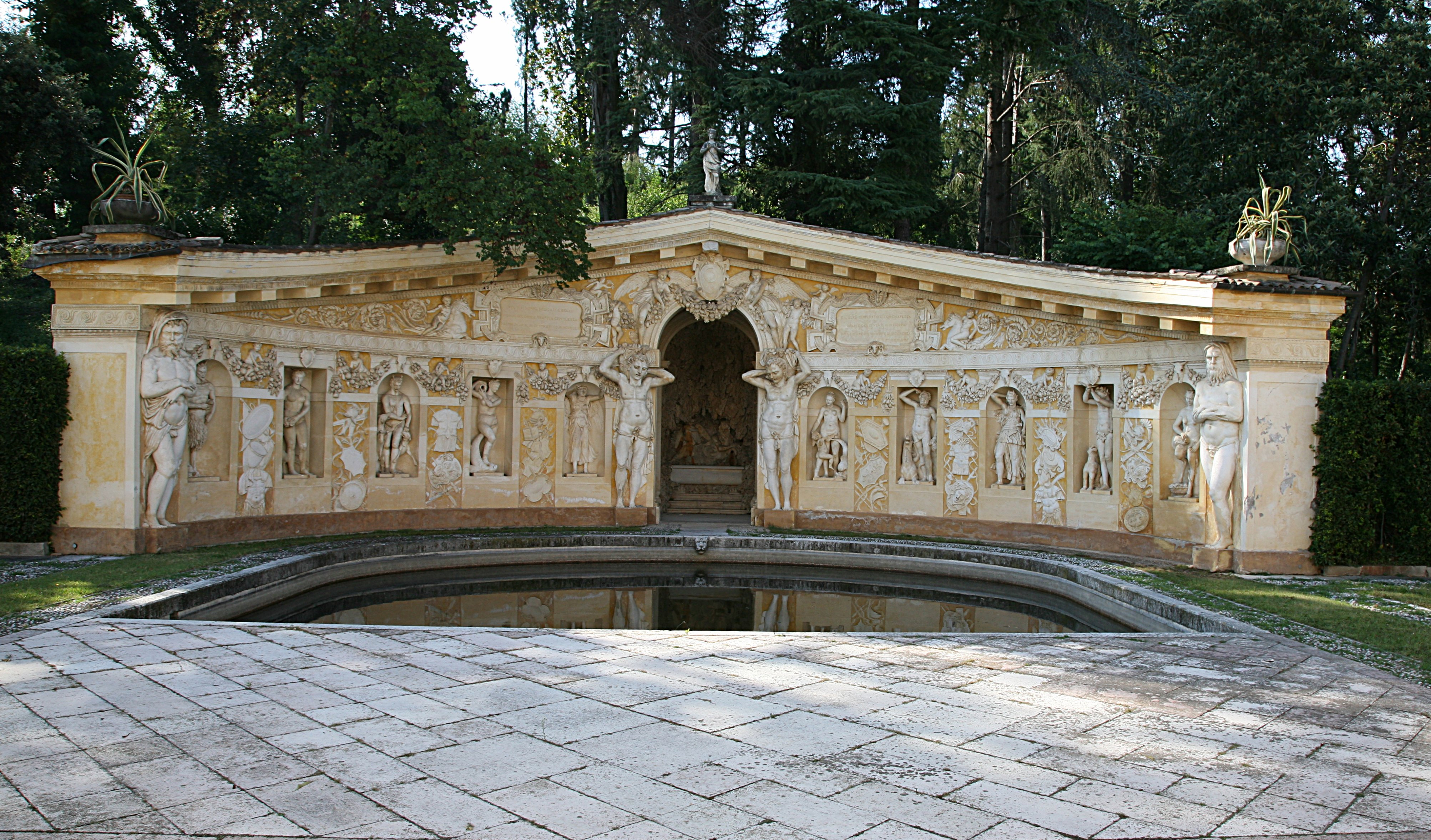
Il ninfeo con la peschiera

Nell'esedra, decorata con bucrani, festoni, putti e trofei, si aprono dieci nicchie all'interno delle quali si alternano dèi e semidei (Diana, Apollo, Pan, Leda, ... ). Quattro telamoni dalle forme piuttosto sproporzionate sorreggono una bassa trabeazione con un motivo ad onda e, più sopra, un timpano con putti e motivi floreali. All'interno di due complesse cornici si legge:
(Fabrizio degli Uberti)
Due figure alate sorreggono, in corrispondenza della chiave di volta dell'arco che dà accesso alla finta grotta e alla sorgente, lo stemma dei Barbaro.

## Tempietto
Ai piedi del declivio su cui sorge la villa, Palladio realizza in seguito un raffinato tempietto destinato ad assolvere la doppia funzione di cappella gentilizia e chiesa parrocchiale per il borgo di Maser. Non si conosce con certezza la data di inizio dei lavori di costruzione; nel fregio sono incisi il millesimo 1580, i nomi del patrono, Marcantonio Barbaro, e di Palladio. Assieme al Teatro Olimpico è l'ultima opera dell'architetto, che la tradizione vuole morto proprio a Maser durante la direzione dei lavori.

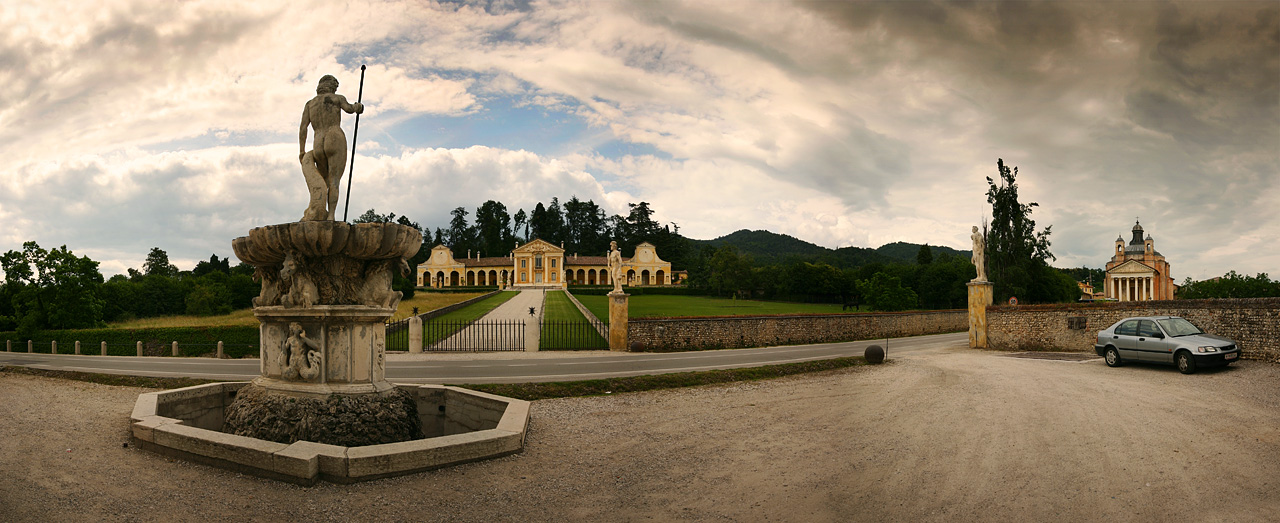
Panoramica con la villa e il tempietto

## Museo delle carrozze
Nel parco della villa, in un edificio posto sopra la collina, è ospitata la collezione di circa trenta carrozze e veicoli del XIX e XX secolo.